# 荷兰
尼德蘭（[ˈneːdərˌlɑnt] ⓘ，意为「低地之国」），中文通稱荷蘭，是位于欧洲西北部的低地国家，由歐洲區荷蘭的12個省份和荷蘭加勒比區的博奈爾島、聖尤斯特歇斯島和薩巴島組成。荷蘭也是荷蘭王國（荷蘭語：Koninkrijk der Nederlanden）的主要構成國，与美洲加勒比地区的阿鲁巴、库拉索和荷屬聖馬丁共同组成荷蘭王國。尼德蘭的領土可分為歐洲區與加勒比區兩個部分。歐洲區領土位于欧洲西北部，濒临北海，与德国、比利时接壤，並與英國隔海相望。加勒比海區，位於美洲加勒比海地區，包括博奈爾島、聖尤斯特歇斯島和薩巴島三個小島。荷蘭最大的三個城市是阿姆斯特丹、鹿特丹與海牙。阿姆斯特丹是宪法确定的正式首都，然而，政府、國王的王宫和大多数外國駐荷蘭使馆都位于海牙。此外，国际法庭也设在海牙。鹿特丹港，位於鹿特丹，為全世界進出量第八的大型港口。
荷蘭國名原文「尼德蘭」的字面意義為低地國家，這個名稱來自於它國內平坦而低濕的地形。其國土中，只有約50%的土地高於海拔1公尺。其國土中，低於海平面的土地，絕大多數是人造的。從16世紀開始，荷蘭人利用風車及堤防排乾積水，逐步由海中及湖中製造出圩田。現今荷蘭國土總面積中，有17%是人造的。荷蘭是人口非常稠密的國家，其人口密度為每平方公里406人，如果不計入水域面積則是每平方公里497人。在全世界上，也只有孟加拉國、台灣、日本、大韓民國的總人口數與人口密度，同時高於荷蘭。儘管如此，荷蘭是世界第二大的糧食與農產品出口國，僅次於美國。
荷蘭為全世界第一個现代資本主義國家。在荷蘭帝國时期，其经济发展水平是公认的早期的全球超级大国之一，创办的荷蘭東印度公司建立了全球贸易，于1602年创建了第一家证券交易所，建立了当时世界上最为发达的债务市场。荷兰也是中央银行系统的滥觞，荷蘭盾成为世界第一种国际价值体系。荷蘭是世界上最早擁有議會選舉的國家之一，自1848年起，就確立了議會民主及君主立宪制。荷蘭被認為是一個自由的國度，其社會長久以來就以寬容異己的風氣聞名，其法律允許墮胎、性交易及安樂死等，有限度的放寬娛樂性藥物的使用，如大麻。1579年開始，就允許國內居民有宗教自由，領先當時西歐其他國家。2001年，成為全世界第一個立法承認同性婚姻的國家。荷蘭是以市場經濟為主的經濟體，在經濟自由度指數列出的全球177個國家中，排名第17。在2011年，它是全世界人均收入第10高的國家。在2013年，聯合國世界快樂報告中，將荷蘭列為全世界第四快樂的國度，顯示了這個國家人民的高品質生活。
荷蘭是歐盟、十国集团、北约、经合组织、世界贸易组织的創始成員國之一，也是比荷盧聯盟的一部分。禁止化學武器組織的總部位於海牙。在這個國家中，擁有五個國際性法庭，包括常设仲裁法院、國際法院、前南斯拉夫问题国际刑事法庭、国际刑事法院、黎巴嫩问题特别法庭等。前四個法庭都設在海牙，此外，欧洲刑警组织與歐洲檢察官組織的總部也位於此，這使得海牙得名「國際司法之都」。

## 名稱

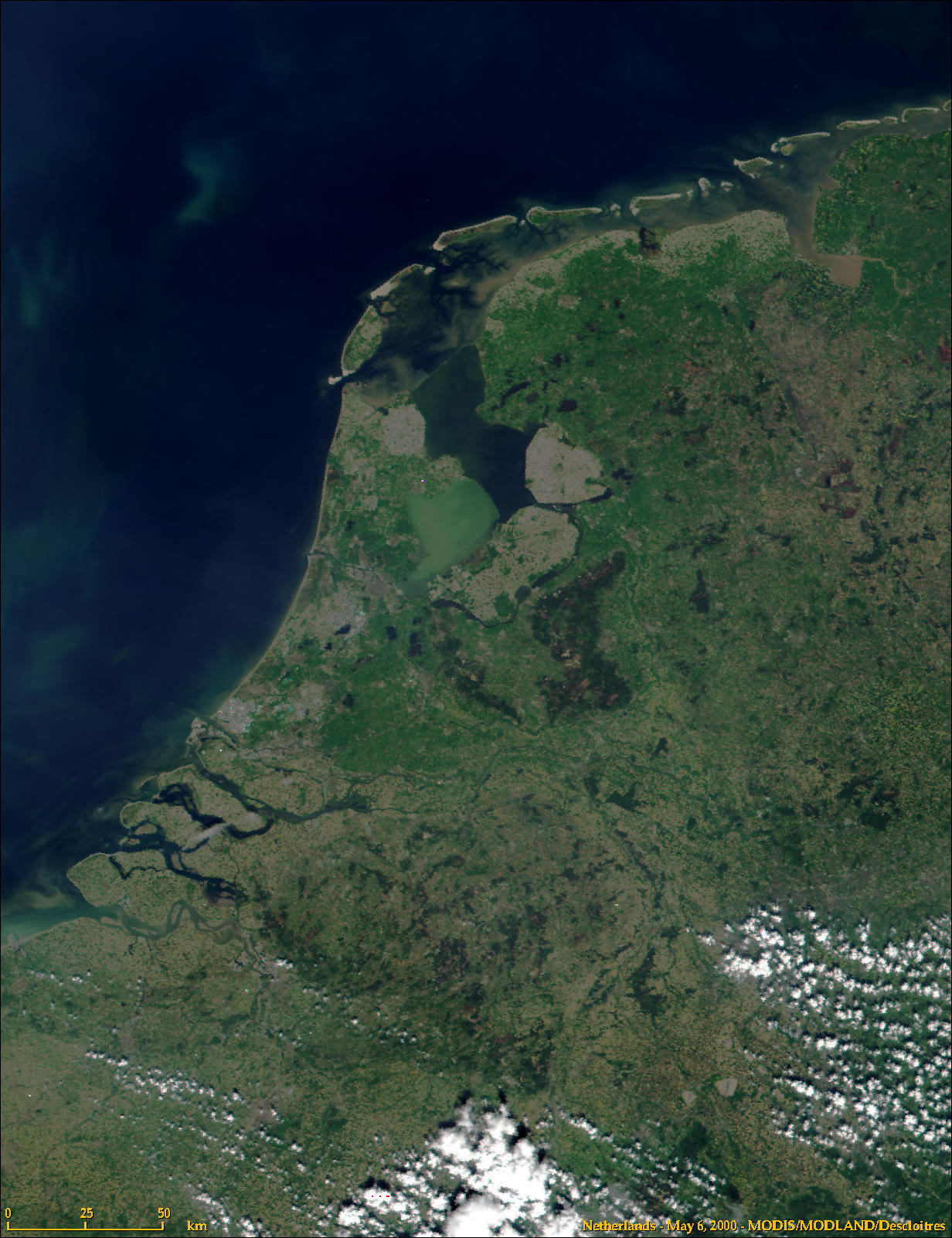
荷兰卫星地图，2000年5月

荷蘭的正式國名為尼德蘭，字面意義為低窪之地，因此也被意譯為「低地國家」，或「低地國」。以普通名詞的單數形式出現時，即，通常指的只有這個構成國在歐洲區的領土部分；使用普通名词的复数形式，加上冠詞，就成為專屬名詞，用來作為整個主權國家的名稱，在日耳曼语族中，英文稱之為，德文拼為。與英國或法國不同，這個名稱並不是起源於民族名稱，而是由地名轉化而來。這個名稱最早並不是一個特殊的名稱，在德語地區，只要是低窪地區，都常使用Nederr（低）這個名稱來命名，例如下萊茵河地區與下默兹河地區，就曾被稱為是Nederlanden（低地）；相對而言，地勢高的地區，就會被稱為Oberland（高地）。從15世紀開始，尼德蘭這個名字開始被使用來當成國家稱呼。因為比利時與盧森堡在歷史上曾經屬於荷蘭的一部分，在罗曼语族，如法語及西班牙語中，包括比利時與盧森堡，都可以稱為低地國（法語：les Pays-bas），要視語句的情境來決定它所說的國家。
在許多其它語言中，包括在荷蘭王國的加勒比海地區，常把「荷蘭」當成這個國家的國名。這是一個常見的俗稱，但這是錯誤。「荷蘭」原是尼德蘭中一個地區的名稱，相當於今北荷蘭省與南荷蘭省兩地。荷蘭的字根來自老荷蘭語，字面意義為盛產木頭之地，最早是指哈勒姆周邊地區，到1064年被用作整個縣的名稱，後成為一個地區的名稱。在神聖羅馬帝國時，此地區由荷蘭伯爵統治，在12世紀初，此地居民在拉丁文本中被稱為，也就是後來的荷蘭人。在七省聯合共和國時代，荷蘭是其國內土地最大、人口最多、經濟最富裕的地區，因此被用來轉喻代指尼德蘭整體。在法蘭西第一帝國時期，曾於1806年建立荷蘭王國，短暫以荷蘭作為國名。但從15世紀以來，其正式國名皆為尼德蘭，荷蘭為非正式俗稱。
用荷蘭的名稱指稱尼德蘭這個國家的用法，在許多國家被普遍接受，英語、中文等語言常這麼稱呼，荷蘭人也常這麼使用，但也有對此稱呼敏感的人。「荷蘭」這個名稱可在非正式場合中使用，這須視情況而定。例如將他們的國家代表隊稱呼為「荷蘭隊」，大多數人是可以接受的。但用「荷蘭」來稱呼他們的國家，在其國內並不是被完全接受，特別是對來自南北荷蘭省之外省份的居民來說，用荷蘭稱呼他們的國家並不禮貌。在正式場合中，建議使用其正式名稱，尼德蘭。為重塑國家形象，荷蘭政府於2019年宣布，自2020年1月起，在運動賽事及觀光宣傳場合中不再使用非正式的「荷蘭」稱謂，一律使用官方的正式名稱「尼德蘭」，包括國家足球隊等荷蘭國家代表隊今後均會以「尼德蘭」名義出賽，不再使用「荷蘭隊」。不過在中文譯名方面，荷蘭旅遊局與荷蘭在台辦事處等荷蘭官方機構表示不會更改譯名，仍會維持原有的中文翻譯──「荷蘭」，而英文則採用。
如同用荷蘭來稱呼尼德蘭這個國家，用法蘭德斯代稱尼德蘭，在16世紀至20世紀初也是常見稱法。法蘭德斯字面意思為泛水之地，原是尼德蘭中的一個地區名稱，相當於今尼德蘭南部與比利時北部一帶。在中國，大約直到清朝末年，都曾經用法蘭德斯作為這個國家的稱呼。
另一個常見的英語俗稱，用於稱呼荷蘭的主要族群，也就是尼德蘭人(荷蘭人)中的日耳曼族群，但也可以指他們整體。這個單字由德意志這個單字分化出來，最早來自拉丁語：，本義為「部落的」或「人民的」，是日耳曼民族的稱呼之一。荷蘭與德國同屬於日耳曼民族，有共同祖先，在16世紀時分別建立了自己的民族國家，因此分化為兩個民族，德意志人或日耳曼人成為德國人專有稱呼。在英語傳統中，稱呼荷蘭人為仍然被保持下來，但對於荷蘭人來說，稱呼他們為尼德蘭人是較為正式的用法。
尼德蘭在明朝末年開始與中國交往，最早中國人稱之為紅毛鬼、米粟果、紅毛番，也稱為荷蘭、波斯胡、紅夷、紅彝，《明史》中，稱為和蘭、阿南，《清史稿》同樣稱和蘭。在《海錄》稱為荷囒，又有賀蘭、荷南等稱呼，在1794年，乾隆皇帝下旨改稱荷蘭，作為官方稱呼。同治2年簽署之《中荷天津條約暨另款》與光緒27年《辛丑和約》，皆稱荷蘭為大和，因此大和、和國可視為晚清官方對荷蘭之正式譯名。《海國圖志》稱此地區為尼達蘭，此國為荷蘭。漢語中，稱呼為荷蘭、和蘭、賀蘭、阿蘭陀、荷蘭陀等，皆源自於荷蘭語：、西班牙語：（卡斯蒂利亚）或葡萄牙語：。日文漢字譯為。而越南语也仿照中文的译名譯為「Hà Lan」（越南语：／）。
因為歷史因素，漢語將荷蘭（Holland）這個非正式名稱承襲下來，作為尼德蘭（Nederland）這個國家的正式稱呼。在中文中，往往不區分Nederland、Holland及Dutch，籠統地譯為荷蘭。這種譯法極為通行，但在某些時候，這種譯法可能會造成混淆：例如荷蘭地區（Holland），與尼德蘭（Nederland）這個國家，在中文裡一律譯為荷蘭；居住在荷蘭地區的荷蘭人，日耳曼族裔荷蘭人，與這個國家的居民尼德蘭人，在中文裏同譯為荷蘭人；法國佔領時期的荷蘭王國（Kingdom of Holland），與尼德蘭王國（Kingdom of the Netherlands），經常都統一譯為荷蘭王國。在這種時候，需要回顧原文，以及經由上下文來分辨，才能確定它的內容是什麼。

## 歷史
在羅馬帝國統治荷蘭之前，據說凱爾特人與日爾曼人曾居住在此。

### 羅馬帝國時期與中世紀的荷蘭（前55年－410年）
在古罗马时代，莱茵河南的地区先是属于“比利时高卢”省，后归于“日耳曼行省”。这裡的北部地区居住着许多日耳曼部落，南部则是高卢人，而这些高卢人在移民时期也融合了许多日耳曼部落，其中撒利恩法兰克人从这里迁移到高卢，并在公元五世纪建立起了强大的墨洛温王朝。而後其權力逐漸被取代，在查理曼繼位之後版圖大幅擴張，史稱查理曼帝國。查理曼過世以後，荷蘭被劃分至西法蘭克王國境內，而後雨果·卡佩奪位成功建立卡佩王朝，但隨後又因卡佩王朝無男性子嗣可以繼位，故最後由旁系血親即位，成為瓦盧瓦王朝，此時法王分封近親為勃艮第公爵，是為勃艮第属尼德兰。

### 哈布斯堡時期的荷蘭（1519年－1581年）

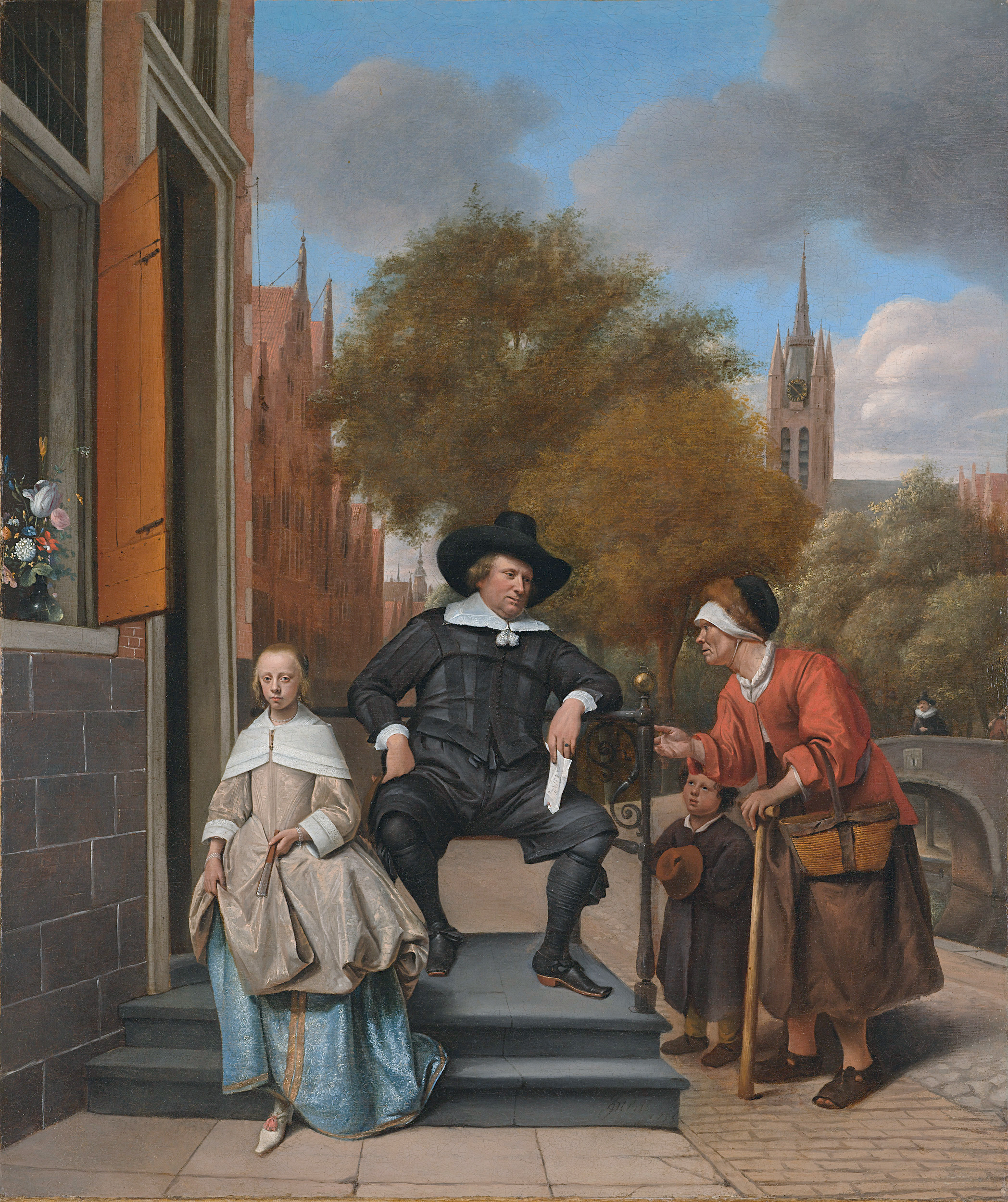
一张由扬·斯特恩所繪製的画面显示了荷兰黄金时代人们的日常生活

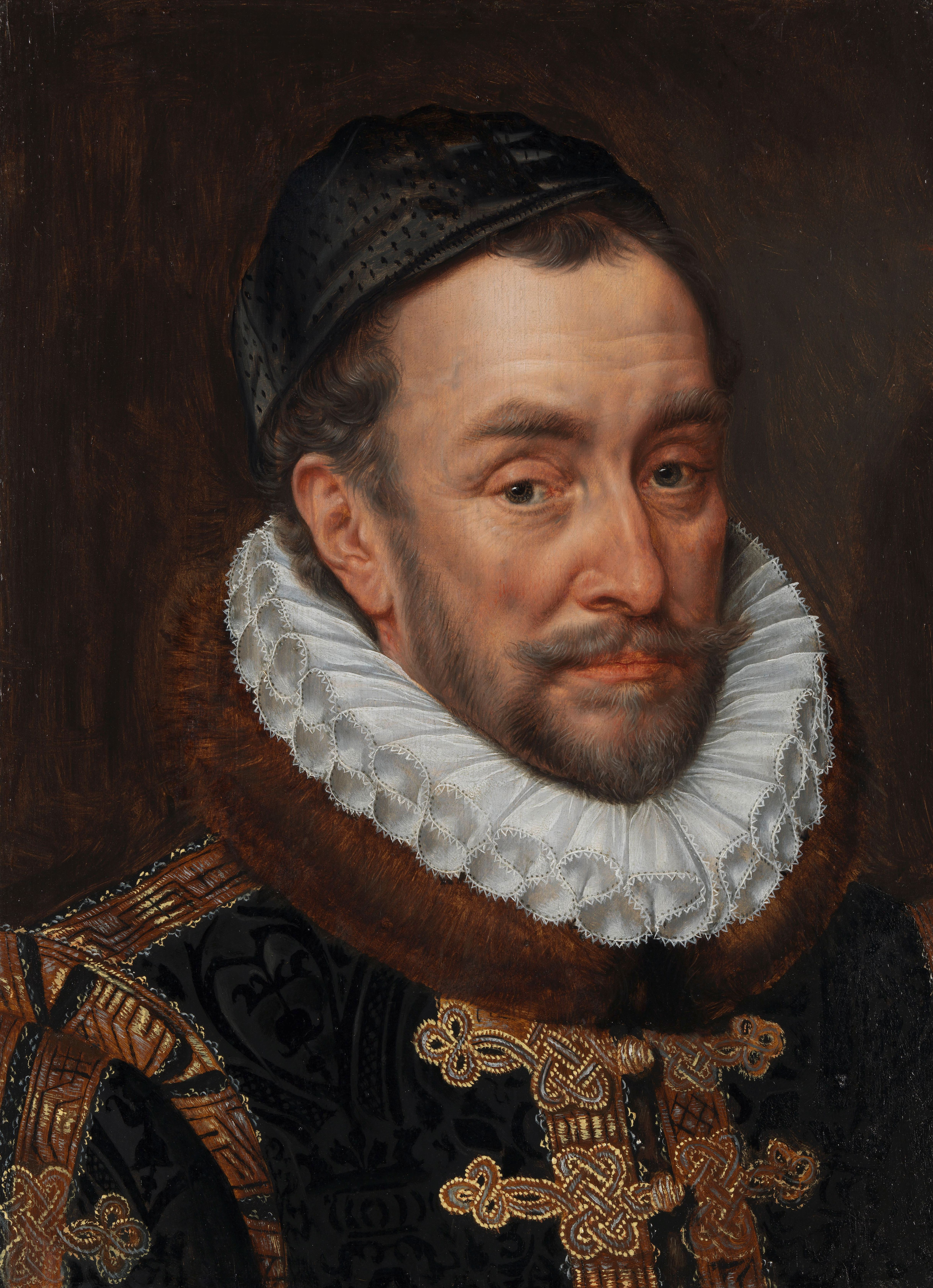
威廉一世，也称沉默者威廉，是荷兰起义期间荷兰的领导者

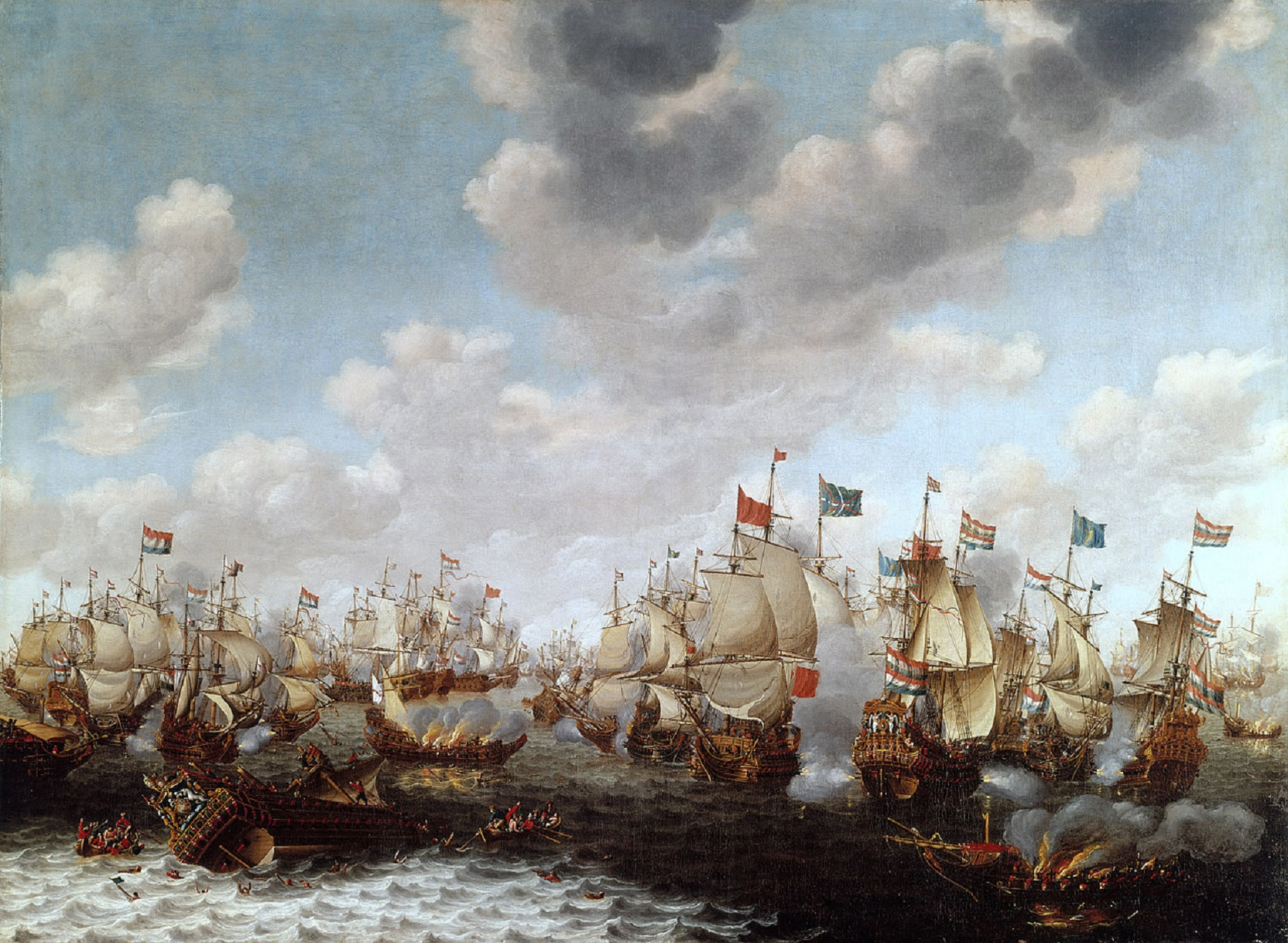
在第二次英荷战争期间，于1666年6月1日至4日所发生的四日之战

中世纪，低地国家（大约包括现在的荷兰、德国西部部分地区、卢森堡、比利时、法国北部部分地区）存在着很多诸侯封建领地，分别属于勃艮地公国(Duchy of Burgundy) 和神圣罗马帝国。到了十六世纪初，因为复杂的皇室联姻，他们在神聖羅馬帝國哈布斯堡王朝之下统一起来。
1556年帝国皇帝查理五世（1519年－1556年在位）退位，将西班牙和低地（被称为北方省）分给他的儿子腓力二世，将奥地利等其他地区以及哈布斯堡王朝正统分给他的弟弟斐迪南一世。就这样，北方省属于西班牙王国。

### 尼德蘭七省共和國時期（1581年－1795年）

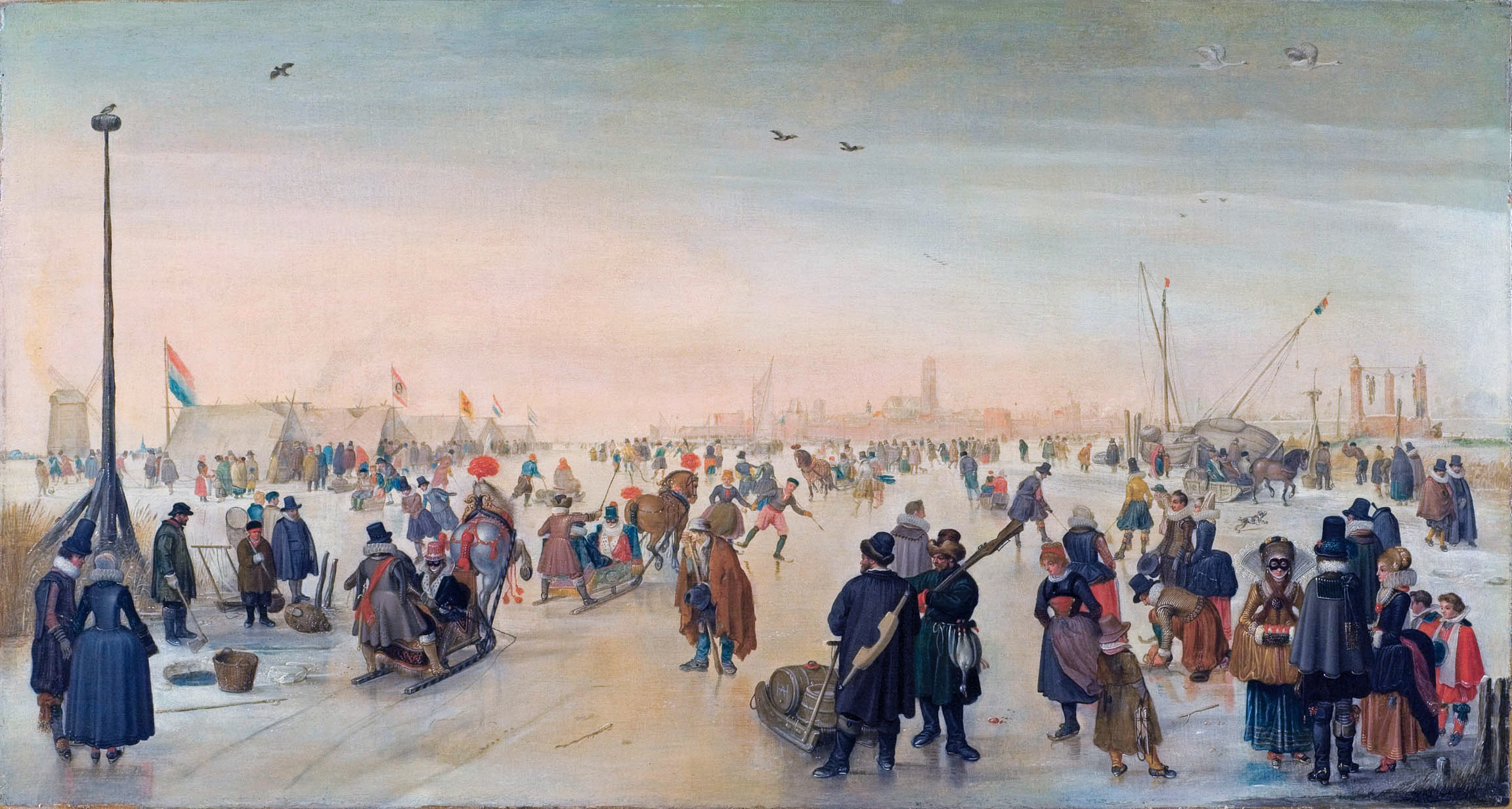
1625年的溜冰者与冬季景观

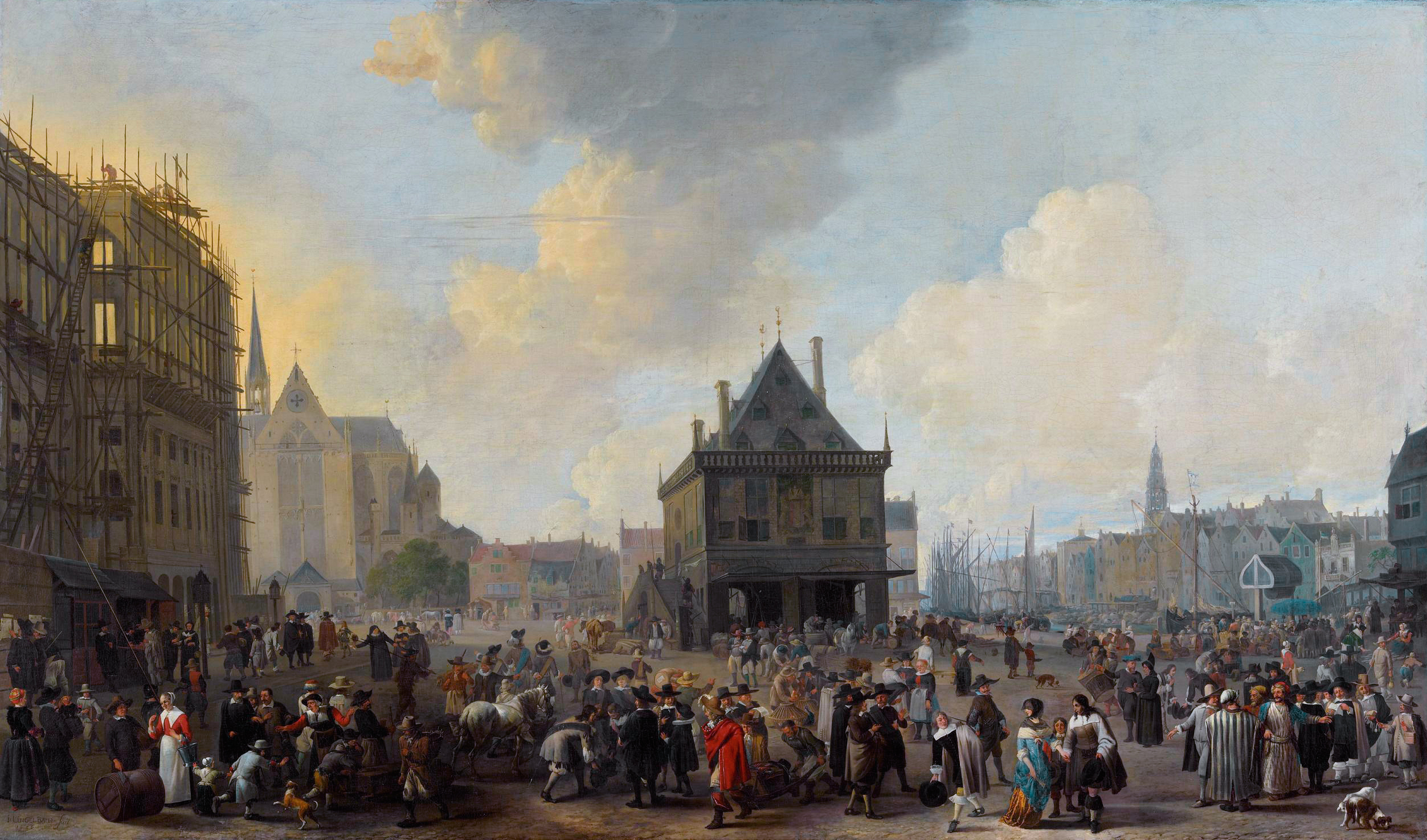
阿姆斯特丹的水坝广场，畫于1656年

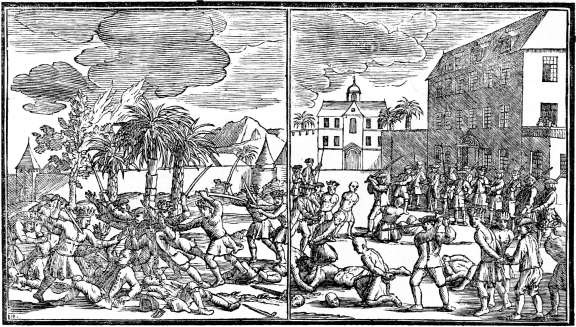
1740年红溪惨案期间对华人关押者的处决

1568年，因反抗西班牙国王的中央集权和对新教加尔文派的迫害，爆发了北方省反抗西班牙的八十年战争。1579年北方省中的七省（現在荷蘭、比利時和卢森堡的區域）成立了乌得勒支同盟，共同反对西班牙统治。这被认为现代荷兰的开始。1581年，聯盟正式宣布独立。战争在继续，直到1648年西班牙国王菲利普四世才签订《明斯特条约》，承认七低地（尼德蘭）／七省聯合共和國，從西班牙王獲得獨立之後，荷蘭發展成為17世紀航海和貿易強國。它在世界各地建立殖民地和貿易據點，包括台灣的部分地區於1624年－1662年和1664年－1667年曾為其殖民地。這段時期在荷蘭被稱為「黃金年代」。先后开发与殖民四地，即後的纽约、南非、印度尼西亚与台湾(後三者的部分)。荷兰也曾在毛里求斯殖民，但收效甚微，最终放弃。
17世纪后期，荷兰先后与英国、法国交战，在海上荷兰战胜英国（第二次英荷战争），在陆地荷兰败于法国（法荷战争），从而衰落下来。第二次英荷战争後，荷兰用新阿姆斯特丹（纽约）交换了苏里南（荷属圭亚那）。第四次英荷战争导致荷兰东印度公司运营不善进而破产，斯里兰卡被英国夺得，阿姆斯特丹失去了欧洲金融中心地位。1672年，荷兰面对欧洲霸权法国入侵，被称为“灾难年”（Rampjaar）。
1740年10月9日－12日，在爪哇巴達維亞（今印尼雅加達）爆發荷蘭人屠殺華人移民的紅溪慘案，華人死亡萬餘人。

### 法國佔領時期和荷蘭王國時期（1795年－1940年）
1795年荷兰被法蘭西帝国占领，拿破崙先後在此扶植了巴達維亞共和國與荷蘭王國。

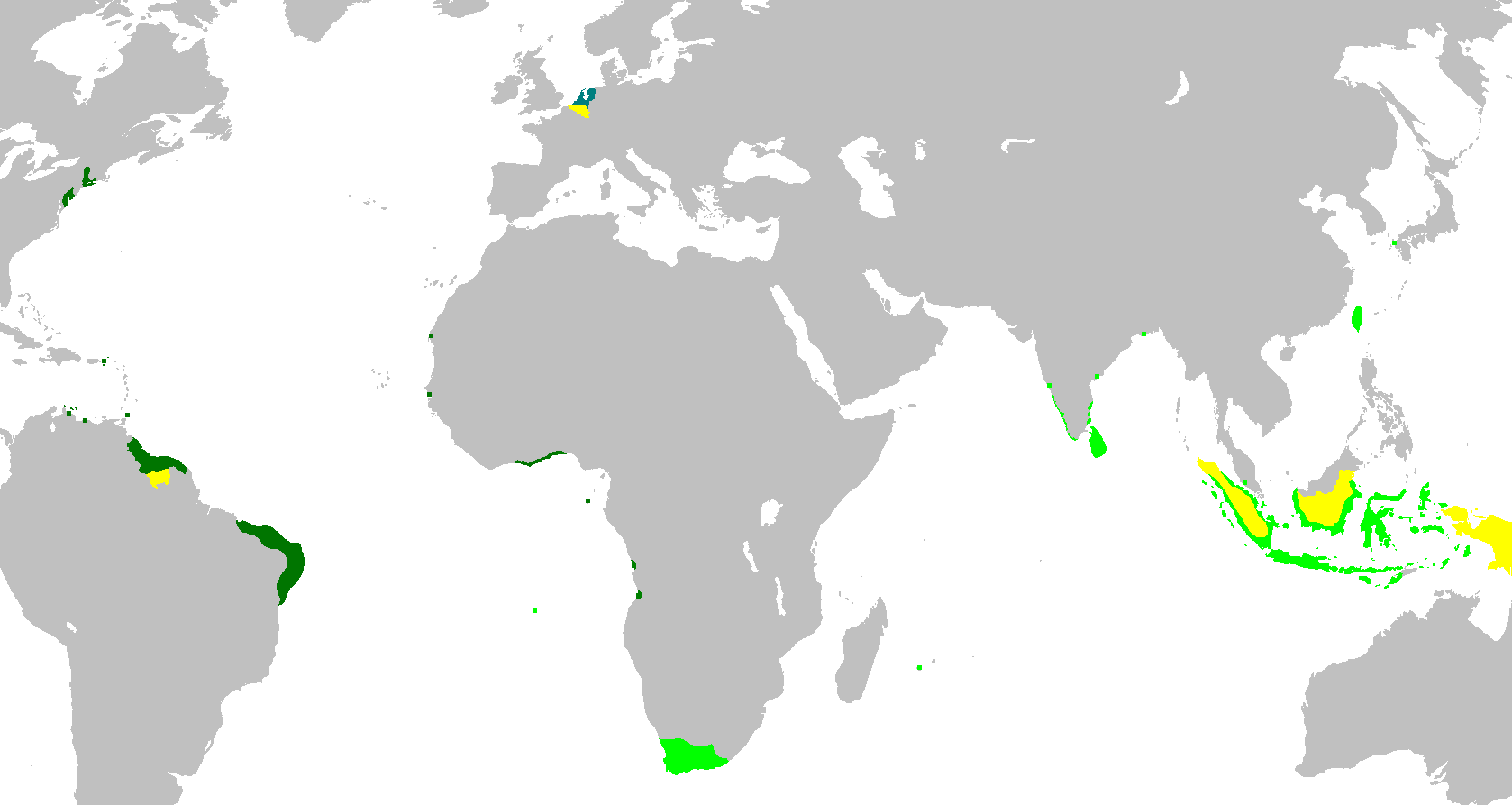
“黄金时代”的荷属殖民地示意图。荷兰东印度公司管理浅绿色地区；深绿色地区则为荷兰西印度公司掌控

在1815年被拿破崙統治的法國佔領結束後，荷蘭和現在的比利時、盧森堡組成荷蘭聯合王國，同时荷属开普殖民地正式被英国统治。比利時很快在1830年獨立，盧森堡也緊隨其後，荷蘭聯合王國随之瓦解。
19世紀中，荷蘭相對於鄰國比利時相比較為落後，比利時在當時為工業強國。一直到1870年代，才因為第二次工業革命的發生而促使經濟起飛。
1914年，第一次世界大戰爆發，荷蘭在第一次世界大戰中保持中立。但戰事仍使荷蘭深受其苦，由於周邊的國家皆處於戰爭狀態，若欲於北海進行航運將會有極大的風險，因而糧食變得稀缺，甚至有發生飢荒的威脅存在。

### 第二次世界大戰（1940年－1945年）

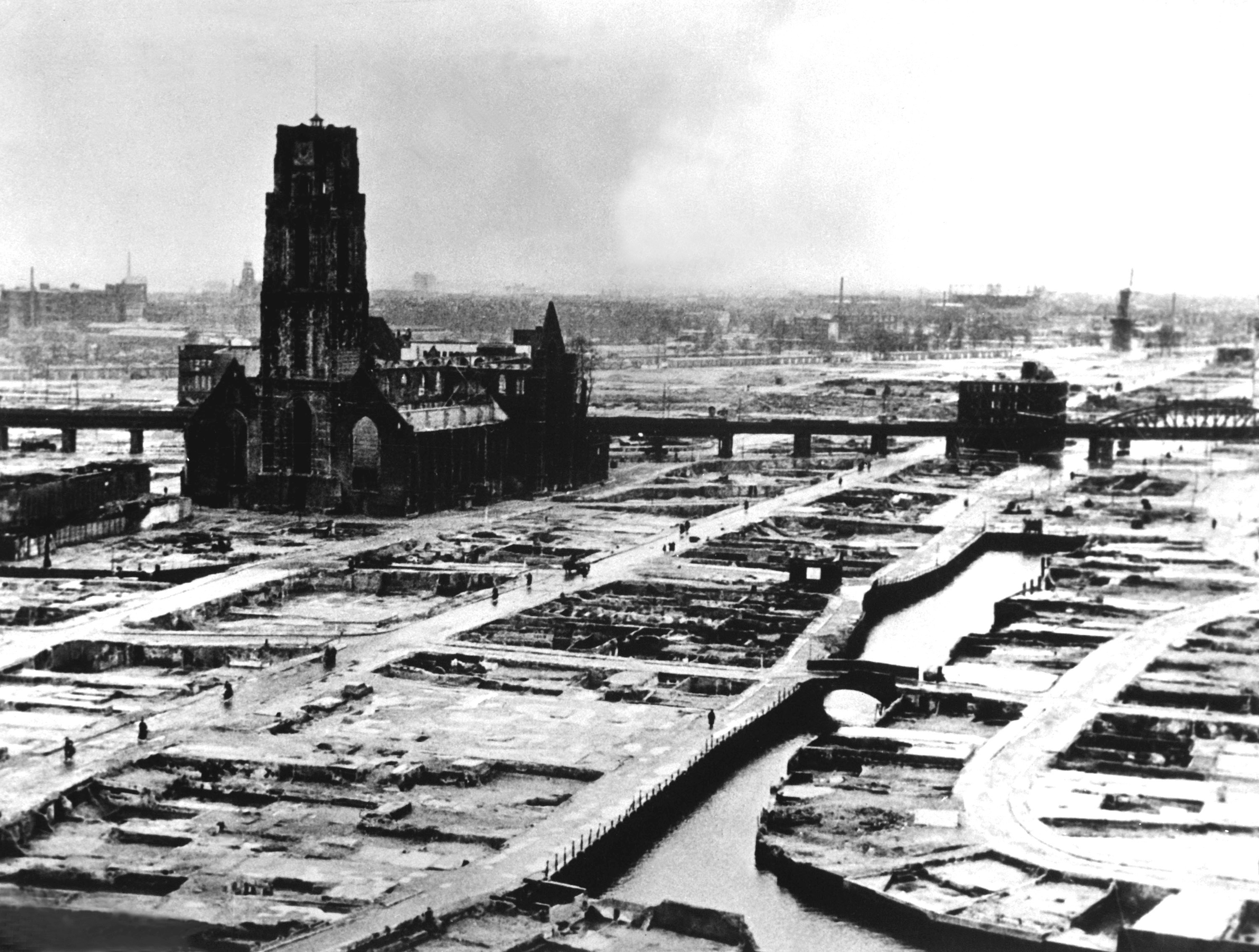
1940年，遭遇德国空军空袭后的鹿特丹

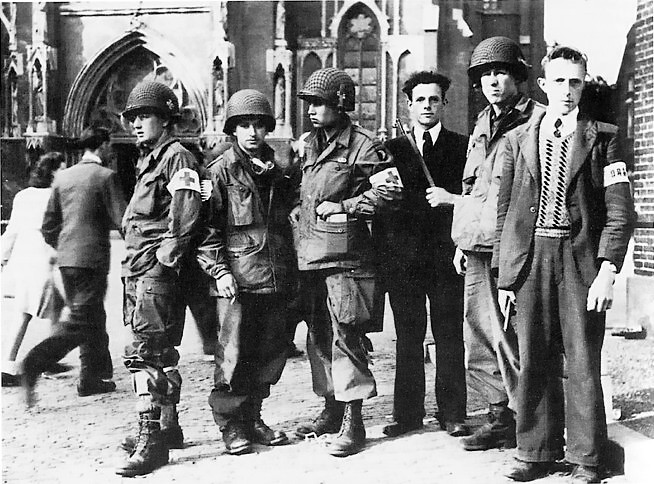
在市场花园行动期间，位于艾恩德霍芬的荷兰抵抗军成员与美国第101空降师，摄于1944年9月

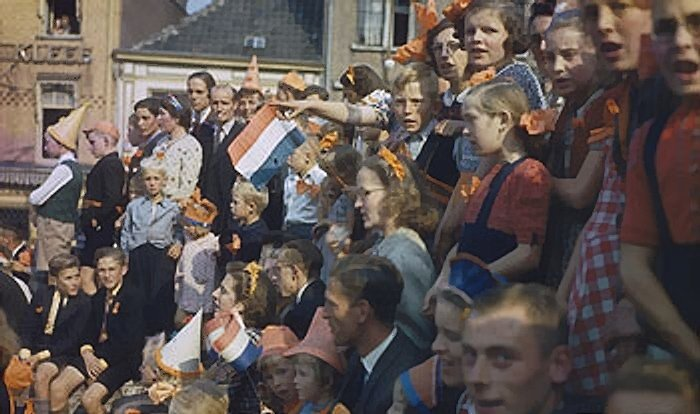
在艾恩德霍芬解放期间的人群，摄于1944年9月

荷蘭在戰爭爆發時如同第一次世界大戰一樣，再次宣佈自己是中立國。雖然如此，在第二次世界大戰中荷蘭自1940年5月依然被纳粹德國佔領直至1945年才被解放。德國入侵荷蘭是為了繞開馬奇諾防線，並防止英軍登陸荷蘭北部。當時的入侵造成荷蘭在所有西歐被納粹德國佔領過的國家中死亡率是最高的。

### 戰後（1945年至今）

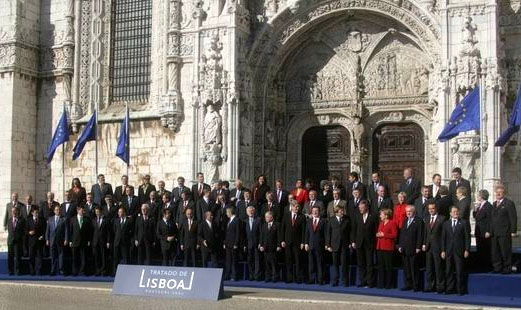
荷兰是欧盟的创始国之一

戰後，荷蘭經濟再度繁榮發展。荷蘭是荷比盧（原比荷盧經濟聯盟，即比利時、荷蘭、盧森堡三國）、歐洲經濟共同體和北約的成員。
1949年，荷兰承认印度尼西亚独立，失去了对荷属东印度的统治权。同年荷兰在西巴布亚建立荷属新几内亚。

### 去殖民化
1954年，迫於國際社會要求實行去殖民化的壓力，荷蘭王國頒布了《荷蘭王國憲章》，改革了政治結構。
於1954年12月15日，荷蘭通過《荷蘭王國章程》（Het Statuut），使荷蘭的原殖民地和屬地在王國內與荷蘭本土享有同等地位。自此荷蘭王國專指由荷蘭本土及其前殖民地組成部分的王國，而「荷蘭」則專指歐洲大陸荷蘭。
1962年10月，在美国压力下，荷兰将荷属新几内亚交付联合国托管，该地区后来并入印尼。
1975年，荷兰承认苏里南独立。
現時荷蘭王國包括四個部分，分別是歐洲大陸荷蘭、阿魯巴、庫拉索和荷屬聖馬丁，而博奈爾島、聖尤斯特歇斯島和薩巴島則併入荷蘭本土成為特別行政區。

## 地理
荷蘭本土位於歐洲西北部。西、北部臨北海，南部與東部分別和比利時與德國接壤，其總面積為41,526平方公里，其中水域面積就有7,643平方公里。

### 歐洲區荷蘭

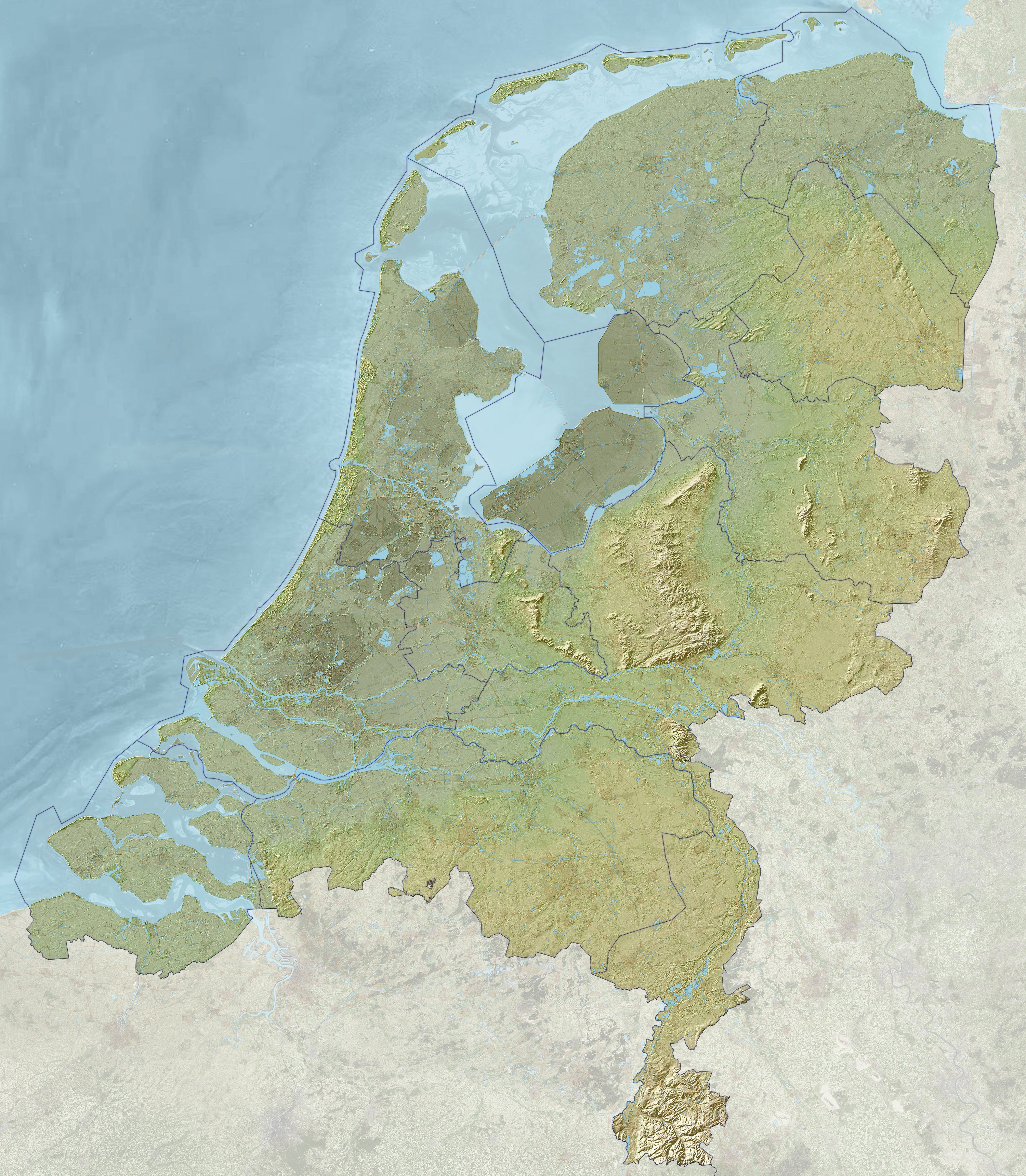
荷兰地形图，2012年

平坦是荷兰地形最突出的特点。其国土面积的一半海拔低于1公尺，26%甚至低于海平面。部分地区甚至是由围海造地形成的，比如弗莱福兰省的大部分地区。这些低地都修建了海堤来保护。而荷蘭人世代與海爭地，在荷蘭人眼中最大的敵人是海洋。歐洲區荷兰的最高点是位于国家最东南角的法尔斯山，海拔321公尺，但全荷蘭的最高點卻是位於加勒比海沙巴島的風景山，高887公尺，這也是整個王國的地理最高點。
莱茵河、瓦爾河和马斯河将荷兰一分为二。

#### 洪水
長期以來，因為自然災害與人類介入，荷蘭的海岸線不斷的在改變中。最著名的例子是1134年的暴風，讓大量土地滲入海裏，創造出澤蘭省西南邊的群島。
1278年12月14日，聖露西亞洪災（St. Lucia's flood）造成尼德蘭與德國超過5萬人喪生，是在荷蘭歷史上最嚴重的一次洪災之一。1421年的聖伊莉沙白洪災（St. Elizabeth flood）過後，摧毀了大量圩田，造成72平方公里的Biesbosch潮汐洪泛平原的出現。1953年2月，北海出現的洪水，造成尼德蘭西南方數個海堤潰堤，超過1,800位居民在洪水中喪生。荷蘭政府因此擬定了大規模的防洪計畫，以保護這個國家不受洪水威脅，其中最著名的為三角洲工程
。

#### 气候
歐洲區荷蘭盛行来自亚速尔高压的西南风，属温带海洋性气候，冬暖夏凉，年降水量650～700毫米。但加勒比海的波奈爾則屬熱帶半乾旱氣候；沙巴和聖佑達修斯則熱帶而潮濕。
| 德比爾特（1981-2010年的平均值），KNMI（1901-2019年的極端值），下雪天的氣候數據：（1971-2000年的平均值）。 | 德比爾特（1981-2010年的平均值），KNMI（1901-2019年的極端值），下雪天的氣候數據：（1971-2000年的平均值）。 | 德比爾特（1981-2010年的平均值），KNMI（1901-2019年的極端值），下雪天的氣候數據：（1971-2000年的平均值）。 | 德比爾特（1981-2010年的平均值），KNMI（1901-2019年的極端值），下雪天的氣候數據：（1971-2000年的平均值）。 | 德比爾特（1981-2010年的平均值），KNMI（1901-2019年的極端值），下雪天的氣候數據：（1971-2000年的平均值）。 | 德比爾特（1981-2010年的平均值），KNMI（1901-2019年的極端值），下雪天的氣候數據：（1971-2000年的平均值）。 | 德比爾特（1981-2010年的平均值），KNMI（1901-2019年的極端值），下雪天的氣候數據：（1971-2000年的平均值）。 | 德比爾特（1981-2010年的平均值），KNMI（1901-2019年的極端值），下雪天的氣候數據：（1971-2000年的平均值）。 | 德比爾特（1981-2010年的平均值），KNMI（1901-2019年的極端值），下雪天的氣候數據：（1971-2000年的平均值）。 | 德比爾特（1981-2010年的平均值），KNMI（1901-2019年的極端值），下雪天的氣候數據：（1971-2000年的平均值）。 | 德比爾特（1981-2010年的平均值），KNMI（1901-2019年的極端值），下雪天的氣候數據：（1971-2000年的平均值）。 | 德比爾特（1981-2010年的平均值），KNMI（1901-2019年的極端值），下雪天的氣候數據：（1971-2000年的平均值）。 | 德比爾特（1981-2010年的平均值），KNMI（1901-2019年的極端值），下雪天的氣候數據：（1971-2000年的平均值）。 | 德比爾特（1981-2010年的平均值），KNMI（1901-2019年的極端值），下雪天的氣候數據：（1971-2000年的平均值）。 |
| 月份 | 1月 | 2月 | 3月 | 4月 | 5月 | 6月 | 7月 | 8月 | 9月 | 10月 | 11月 | 12月 | 全年 |
| --- | --- | --- | --- | --- | --- | --- | --- | --- | --- | --- | --- | --- | --- |
| 历史最高温 °C（°F）                                                                                       | 17.2 (63.0)                                                                                               | 20.5 (68.9)                                                                                               | 25.6 (78.1)                                                                                               | 32.2 (90.0)                                                                                               | 35.6 (96.1)                                                                                               | 38.4 (101.1)                                                                                              | 40.7 (105.3)                                                                                              | 38.6 (101.5)                                                                                              | 35.2 (95.4)                                                                                               | 30.1 (86.2)                                                                                               | 22.0 (71.6)                                                                                               | 17.8 (64.0)                                                                                               | 40.7 (105.3)                                                                                              |
| 平均高温 °C（°F）                                                                                         | 5.6 (42.1)                                                                                                | 6.4 (43.5)                                                                                                | 10.0 (50.0)                                                                                               | 14.0 (57.2)                                                                                               | 18.0 (64.4)                                                                                               | 20.4 (68.7)                                                                                               | 22.8 (73.0)                                                                                               | 22.6 (72.7)                                                                                               | 19.1 (66.4)                                                                                               | 14.6 (58.3)                                                                                               | 9.6 (49.3)                                                                                                | 6.1 (43.0)                                                                                                | 14.1 (57.4)                                                                                               |
| 日均气温 °C（°F）                                                                                         | 3.1 (37.6)                                                                                                | 3.3 (37.9)                                                                                                | 6.2 (43.2)                                                                                                | 9.2 (48.6)                                                                                                | 13.1 (55.6)                                                                                               | 15.6 (60.1)                                                                                               | 17.9 (64.2)                                                                                               | 17.5 (63.5)                                                                                               | 14.5 (58.1)                                                                                               | 10.7 (51.3)                                                                                               | 6.7 (44.1)                                                                                                | 3.7 (38.7)                                                                                                | 10.1 (50.2)                                                                                               |
| 平均低温 °C（°F）                                                                                         | 0.3 (32.5)                                                                                                | 0.2 (32.4)                                                                                                | 2.3 (36.1)                                                                                                | 4.1 (39.4)                                                                                                | 7.8 (46.0)                                                                                                | 10.5 (50.9)                                                                                               | 12.8 (55.0)                                                                                               | 12.3 (54.1)                                                                                               | 9.9 (49.8)                                                                                                | 6.9 (44.4)                                                                                                | 3.6 (38.5)                                                                                                | 1.0 (33.8)                                                                                                | 6.0 (42.8)                                                                                                |
| 历史最低温 °C（°F）                                                                                       | −27.4 (−17.3)                                                                                             | −26.8 (−16.2)                                                                                             | −20.7 (−5.3)                                                                                              | −9.4 (15.1)                                                                                               | −5.4 (22.3)                                                                                               | −1.2 (29.8)                                                                                               | 0.7 (33.3)                                                                                                | 1.3 (34.3)                                                                                                | −3.7 (25.3)                                                                                               | −8.5 (16.7)                                                                                               | −14.4 (6.1)                                                                                               | −22.3 (−8.1)                                                                                              | −27.4 (−17.3)                                                                                             |
| 平均降水量 mm（）                                                                                         | 69.6 (2.74)                                                                                               | 55.8 (2.20)                                                                                               | 66.8 (2.63)                                                                                               | 42.3 (1.67)                                                                                               | 61.9 (2.44)                                                                                               | 65.6 (2.58)                                                                                               | 81.1 (3.19)                                                                                               | 72.9 (2.87)                                                                                               | 78.1 (3.07)                                                                                               | 82.8 (3.26)                                                                                               | 79.8 (3.14)                                                                                               | 75.8 (2.98)                                                                                               | 832.5 (32.78)                                                                                             |
| 平均降水天数（≥ 0.1 mm）                                                                                  | 17 | 14 | 17 | 13 | 14 | 14 | 14 | 14 | 15 | 16 | 18 | 17 | 184 |
| 平均降雪天数（≥ 0 cm）                                                                                    | 6 | 6 | 4 | 2 | 0 | — | — | — | — | 0 | 2 | 5 | 25 |
| 平均相對濕度（％）                                                                                        | 87 | 84 | 81 | 75 | 75 | 76 | 77 | 79 | 84 | 86 | 89 | 89 | 82 |
| 月均日照時數                                                                                              | 62.3 | 85.7 | 121.6 | 173.6 | 207.2 | 193.9 | 206.0 | 187.7 | 138.3 | 112.9 | 63.0 | 49.3 | 1,601.5                                                                                                   |
| 来源：KNMI.nl                                                                                             | | | | | | | | | | | | | |

### 荷蘭加勒比區

BES岛屿位于加勒比海的位置

荷蘭加勒比區是荷蘭本土三個特別行政區：博奈爾島、聖尤斯特歇斯島和薩巴島的集體名稱，又稱BES島嶼。

## 政治

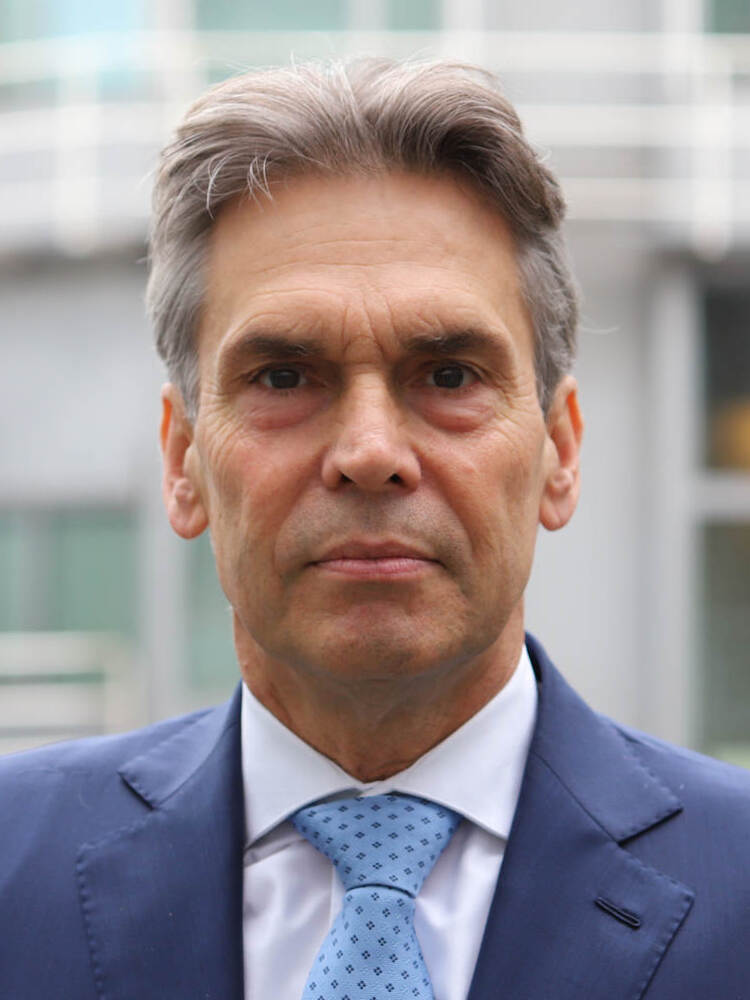
现任首相迪克·斯霍夫

自1581年至1806年，荷兰是共和体制，但並非議會民主制國家。其后的1806年至1815年，荷兰被法國短暂的统治。从1815年起，荷兰一直是君主立宪制国家。
自2013年，國王威廉-亞歷山大就任国家元首至今。理论上说，國王有权任命政府成员。实际上通常会按照选举结果建立联合政府，再由國王宣布政府首脑的任命。
荷兰议会由下议院（第二院）和上议院（第一院）构成。150名议员組成的下议院一般每隔四年选举一次，可以提前改選，而選舉制度為比例代表制。由於下議院的政黨眾多，因此選舉後難以有單一政黨可以組建政府，因此组建政府的过程可能需要几个月，不過聯合政府必須要在下議院獲得多數支持，但無須在上議院獲得多數。上议院权力较小，上议员则是每隔四年由新当选的省议会议员，根據地方選舉結果挑选组成。
荷蘭憲法也規定，法院為主的司法機關不得宣布國會通過的法案違憲。
政治学家一般认为荷兰是协商民主政体的典型样本。
2010年荷蘭大選，荷蘭舉行議會下議院選舉。選舉後，基督教民主呼籲與自由民主人民黨組建中間偏右少數派聯合政府，獲自由黨支持信任動議。2010年10月24日，馬克·呂特接替揚·彼得·巴爾克嫩德出任首相，成為荷蘭92年首個自由主義政黨的首相。2012年聯合政府提前解散，大選提前舉行。在重新舉行的大選，自由民主人民黨取得41席，工黨取得38席，選舉後自由民主人民黨與工黨組建大聯合政府。

### 政黨
荷蘭屬於多黨制，通常由多個政黨組成執政聯盟。目前该国主要大党有自由民主人民黨，工黨，自由黨和基督教民主呼籲。

### 行政区划
荷蘭本土的行政區劃為行省及下一級的荷蘭基礎政權（市鎮）。較特殊的是因為荷蘭多數國土位於低於海平面的地區，境內佈滿堤防以及其他水利工程，因此還擁有獨有的水利委員會（荷蘭語：Waterschap (Nederland)），委員會的運作是獨立的，其選舉不得有政黨介入。另外荷蘭還分成25個安全和防災廣域行政區域（荷蘭語：Veiligheidsregio），其任務是促進區域合作，以維持消防、災難防護、危機管理、健康援助、公共秩序和安全的執行。

#### 省份
荷兰本土分为12个省。荷蘭省級政治是構成荷蘭政治的網絡之一，省份的地位僅次於中央政府，而省級政治由十二個省分主導。
省級單位的官員主要有三種來源：第一種是國王專員，第二種是省議會，第三種是省行政部門，他們共享立法權，女王專員以及行政部門的官員負責執行省政府的行政權，兩者與省政府的關係就是官方所稱作的二元政治。
| 荷蘭省級行政區劃圖 |
| --- |
| 格羅寧根省 菲士蘭省 德倫特省 上艾瑟爾省 弗萊福蘭省 海爾德蘭省 烏得勒支省 北荷蘭省 南荷蘭省 澤蘭省 北布拉班特省 林堡省 |

| No.  | 省份         | 首府           | 最大城市   | 面積 (km2) | 人口 (2015) | 人口密度 (per km2) |
| ---- | ------------ | -------------- | ---------- | ---------- | ----------- | ------------------ |
| 1    | 格罗宁根省   | 格羅寧根       | 格羅寧根   | 2,325      | 582,649     | 250                |
| 2    | 弗里斯兰省   | 呂伐登         | 呂伐登     | 3,340      | 646,092     | 193                |
| 3    | 德伦特省     | 阿森           | 埃门       | 2,639      | 488,871     | 185                |
| 4    | 上艾瑟尔省   | 茲沃勒         | 恩斯赫德   | 3,324      | 1,142,360   | 344                |
| 5    | 弗莱福兰省   | 萊利斯塔德     | 阿爾梅勒   | 1,415      | 403,280     | 285                |
| 6    | 海尔德兰省   | 阿納姆         | 奈梅亨     | 4,970      | 2,031,123   | 409                |
| 7    | 乌得勒支省   | 烏得勒支       | 烏得勒支   | 1,383      | 1,268,489   | 916                |
| 8    | 北荷兰省     | 哈勒姆         | 阿姆斯特丹 | 2,665      | 2,775,617   | 1,039              |
| 9    | 南荷兰省     | 海牙           | 鹿特丹     | 2,808      | 3,607,150   | 1,282              |
| 10   | 泽兰省       | 米德爾堡       | 米德爾堡   | 1,784      | 381,182     | 213                |
| 11   | 北布拉班特省 | 斯海爾托亨博斯 | 埃因霍溫   | 4,914      | 2,495,107   | 507                |
| 12   | 林堡省       | 馬斯垂克       | 馬斯垂克   | 2,150      | 1,115,805   | 519                |
| 總計 | 總計         | 總計           | 總計       | 33,718     | 16,922,460  | 512                |

#### 市鎮

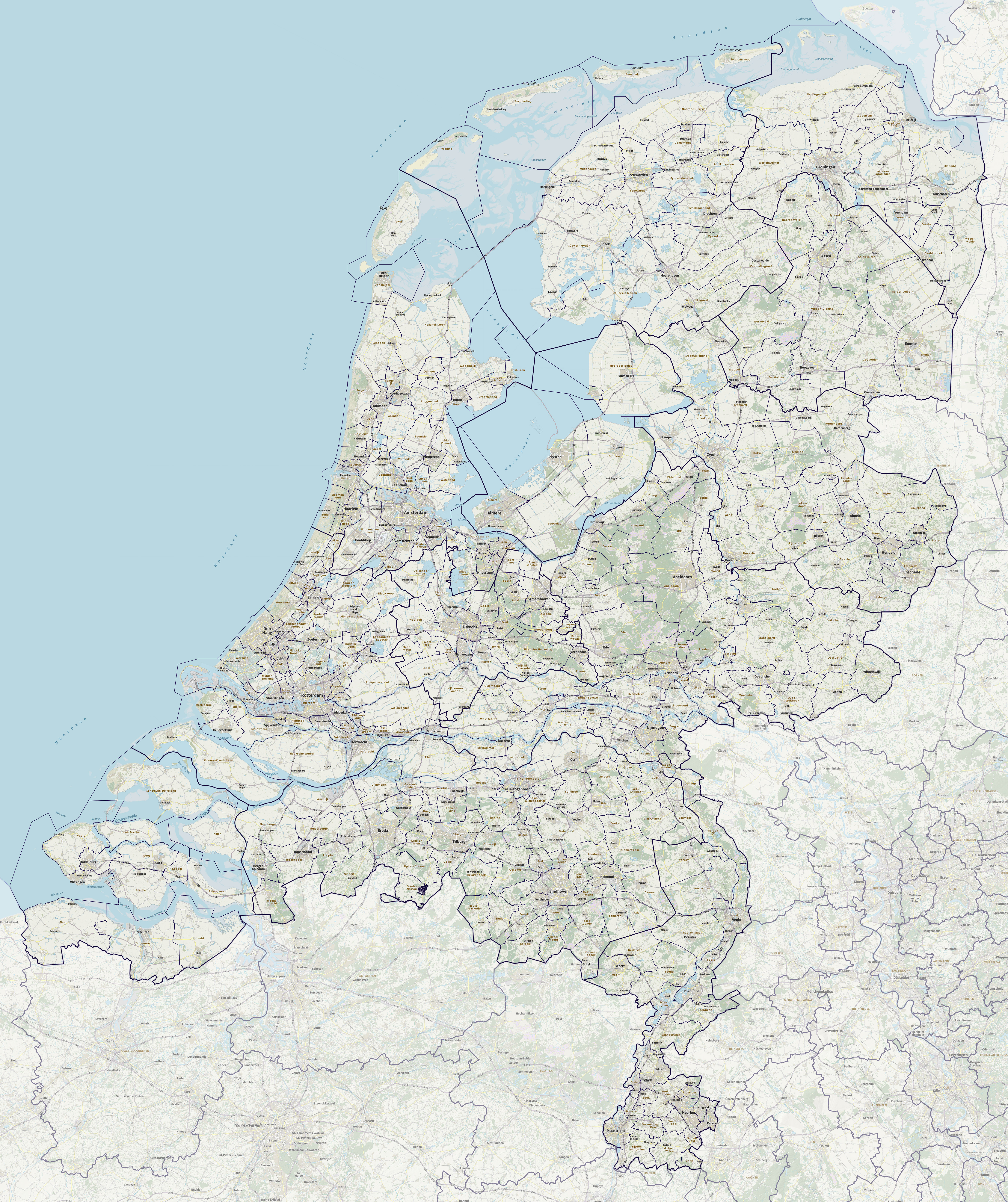
荷兰市鎮詳圖（截至2019年）

荷兰所有的省份的下一级行政区划均为市镇（荷蘭語：gemeenten）。截至2019年1月，荷蘭共有355個市镇。市镇是荷蘭的第二級行政區劃，也是荷蘭的第三層公共行政單位，次於中央政府和省分。市镇是由市長與市政委員所組成的執行委員會（college van burgemeester en wethouders，簡稱college van B&W或B&W），以及市議會（Gemeenteraad，簡稱GR）共同治理。特別市的市議會則被稱為島議會（eilandsraad）。市議會每四年選舉一次，市議會的成員數依所屬市的規模不等，少至九名，多至四十五名成員。市議會是市的最高行政機構，負責領導公共政策的走向。執行委員會由市長（burgemeester）和數名市政委員（wethouder）組成，握有市镇的執行權，負責執行政策的立法。市長六年一任，由中央政府指派，而市政委員則是由市議會選舉出來。市長除了負責維護市的公共秩序，在緊急危難時負有指揮權之外，其餘的治理任務可自由分配給市長和市政委員，因此具體的工作分配也因市而異。
荷蘭政府在陸續推行市的合併後，大幅減少了市鎮的數量，目前大約是自十九世紀中期行政區劃劃定以來的三分之一。市鎮又可因行政或統計的需求，被非正式地劃分為「社區」（wijken）和「鄰里」（buurten）等地區。

#### 公共实体（加勒比海部分）
荷蘭除本土12个省外，另外在加勒比海有博奈尔、圣尤斯特歇斯、萨巴三个直属荷兰的三個特別行政區（荷蘭語：Bijzondere gemeenten），依荷蘭法律定義為公共实体，合稱荷蘭加勒比區，並不隸屬於任何省分，擁有一般荷蘭本土市政府功能。各島政府由一名市長（荷蘭語：gezaghebber）及市內閣（荷蘭語：bestuurscollege）組成，向各島公民選出的島議會問責。荷兰加勒比区國家辦公室（荷蘭語：Rijksdienst Caribisch Nederland）則負責稅務、治安、入出境、教育、社會福利。
| 旗幟         | 名稱         | 首府         | 最大都市     | 面積 (km²) | 人口 31-12-2012 | 人口密度 (per km²) |
| ------------ | ------------ | ------------ | ------------ | ---------- | --------------- | ------------------ |
| 博奈尔       | 博奈尔       | 克拉伦代克   | 克拉伦代克   | 288        | 17,408          | 60                 |
| 圣尤斯特歇斯 | 圣尤斯特歇斯 | 奥拉涅斯塔德 | 奥拉涅斯塔德 | 21         | 3,897           | 186                |
| 薩巴         | 萨巴         | 博坦         | 博坦         | 13         | 1,991           | 153                |
| 總計         | 總計         | 總計         | 總計         | 322        | 23,296          | 72                 |

### 外交

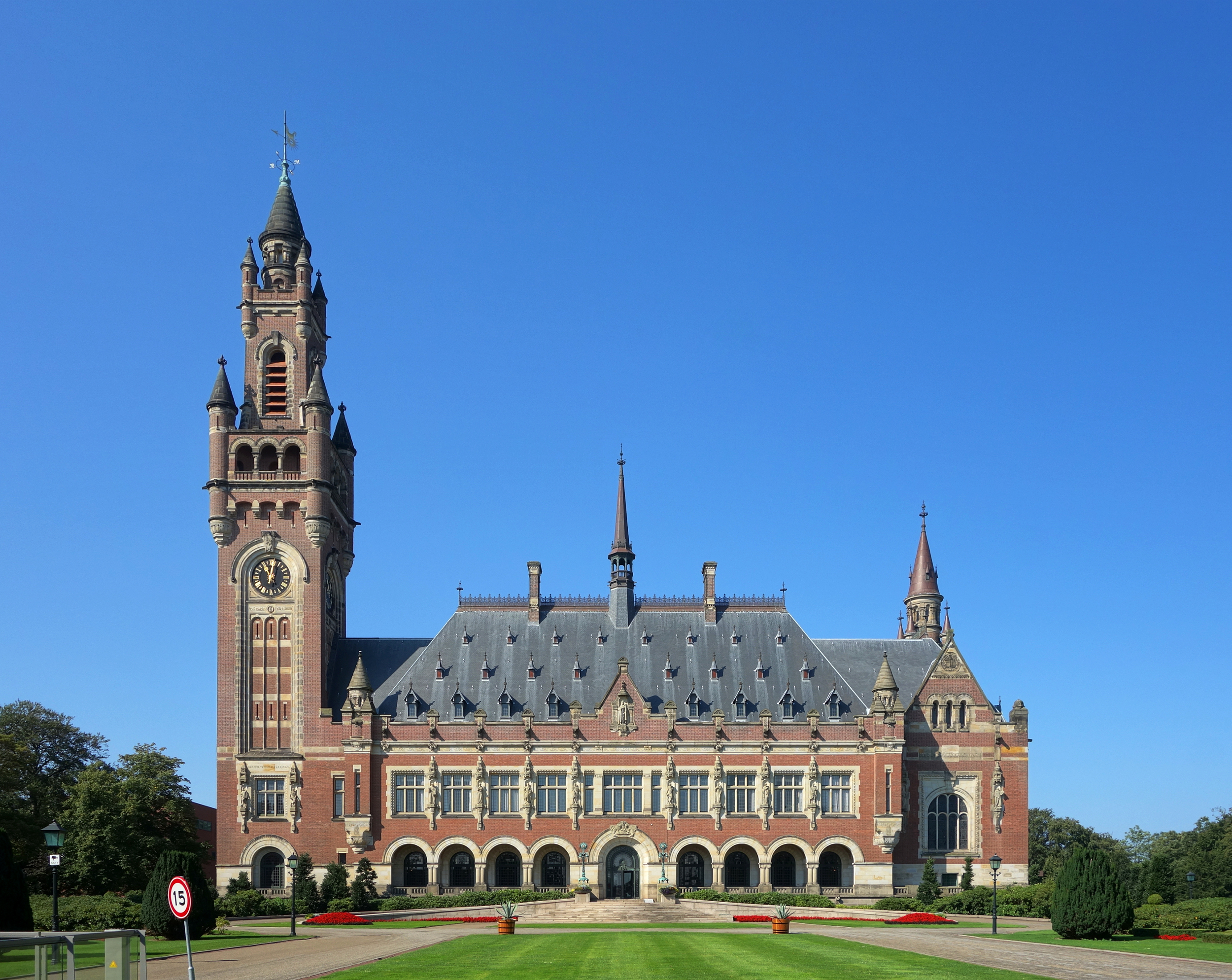
位於海牙的和平宮 (Vredespaleis)

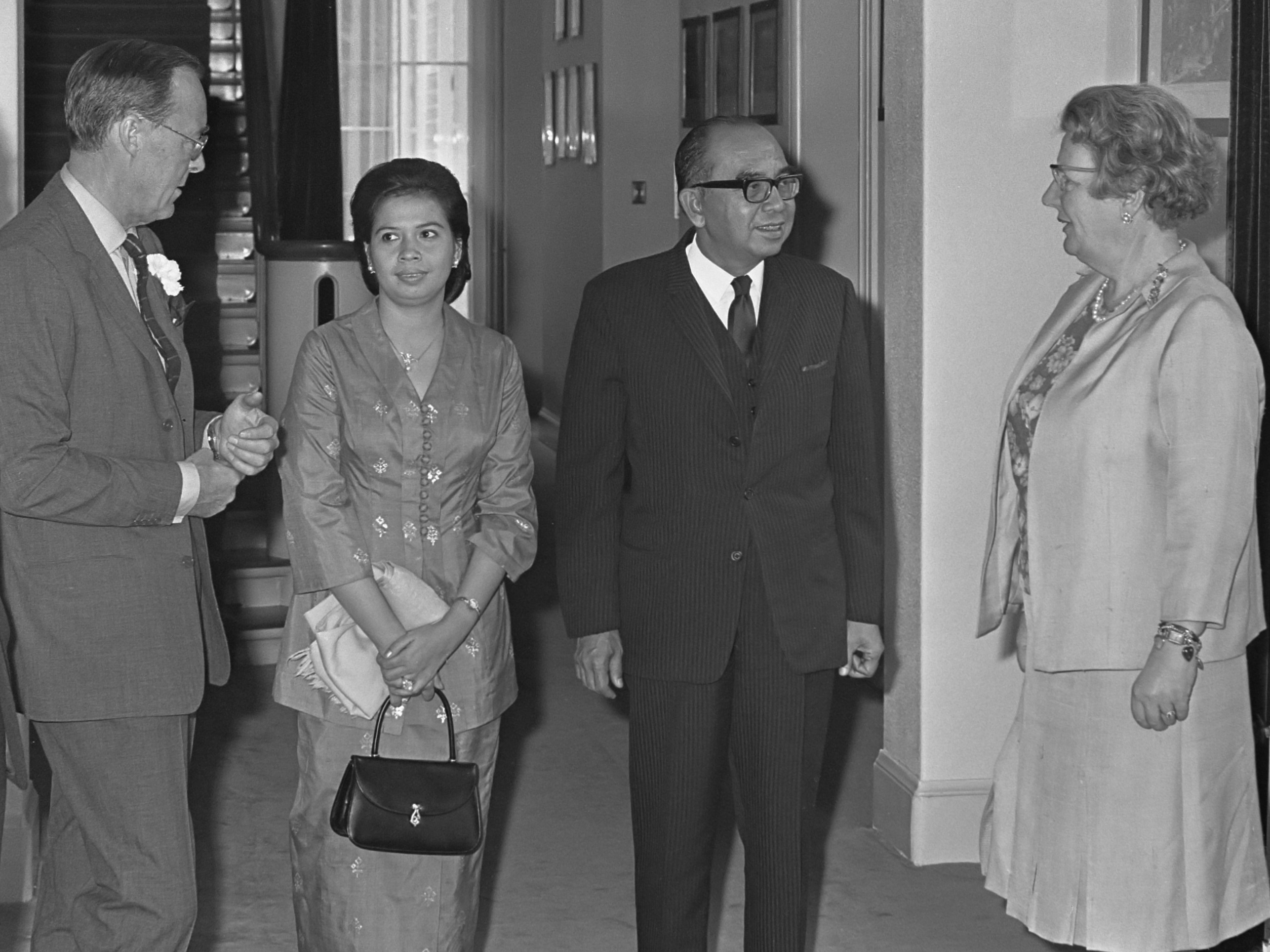
1968年5月荷兰女王朱丽安娜与马来西亚副首相敦阿都拉萨会面

荷蘭外交歷史上的一個重要特色，就是它過去的中立性。在第二次世界大戰之後，許多國際組織都設立在荷蘭國內，最著名的是聯合國及國際法庭組織。不過，荷蘭外交實際上放棄中立政策，先後加入北約與歐盟。
荷蘭的外交政策，基於四項基本立場：大西洋區域合作，歐洲整合（European integration），國際發展（International development），以及國際法。

## 軍事
荷蘭軍隊由四個部分構成：
- 荷蘭皇家陸軍（KL）
- 荷蘭皇家海軍（KM），包含海軍航空兵和海軍陸戰隊。
- 荷蘭皇家空軍（KLu）
- 荷蘭皇家憲兵隊（KMar）

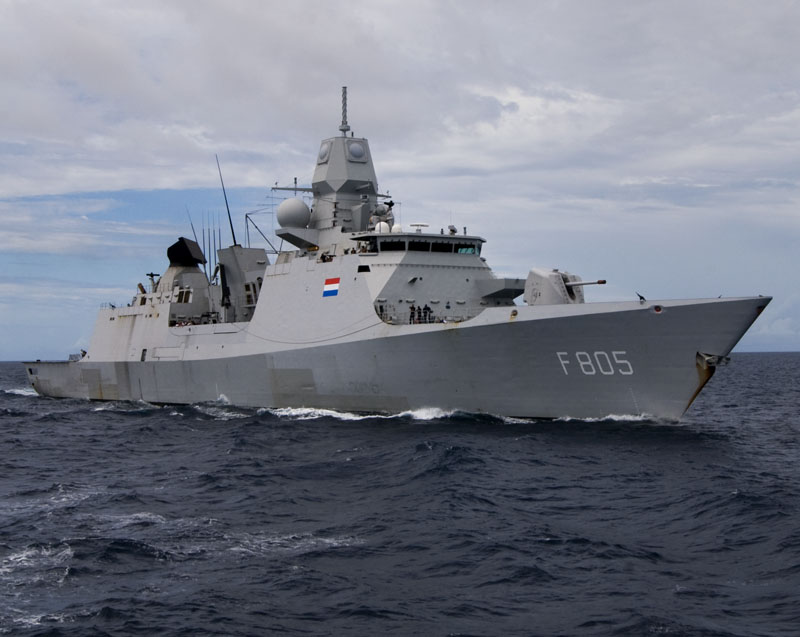
荷蘭皇家海軍埃弗岑號巡防艦（HNLMS Evertsen (F805)

荷蘭以「軍隊」（Krijgsmacht）一詞來統稱全軍，該詞衍生自戰爭（Krijg）和武力（macht）兩詞的複合。全軍最高統帥為荷蘭君主、國防部領導人為國防大臣、三軍司令由現役四星上將者出任，陸海空各軍種各由一名三星中將擔任司令。 
荷蘭軍隊在過去是採用徵兵制，到1996年後完全實施募兵制；目前荷蘭國防部僱用四萬八千名武裝人員以及兩萬一千人的文職人員，其中包括文職人員和軍事人員也有雇用女性。軍事費用在2009年大概佔GDP的1.65％，2010年11月國防部表示將削減一百萬歐元的國防預算；同時甫上任不久的汉斯·希伦表示將會裁減一萬餘的人員並有更大規模的裁軍計畫，其具體內容為军事演习次数减少20%，舰艇海上巡逻时间减少11%，领空飞行巡逻任务减少10%，这样的削减内容不胜枚举。截至2020年，其軍事費所佔GDP比例已降至1.48％。

## 经济

### 综述
荷兰经济高度发达，2025年人均GDP達70,480美元，居世界第十位，2011年人类发展指数高居世界第三位，为西方十大经济强国之一。是世界第三大农产品出口国和世界主要造船国。荷兰自然资源相对贫乏，但天然气储量丰富，2005年开采量达745亿立方米，自给之余还能出口。荷兰交通十分发达，运输总量佔欧盟的30%。

### 工业

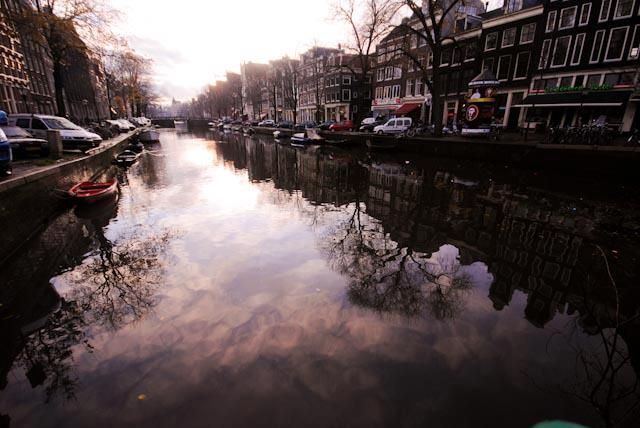
阿姆斯特丹商店街

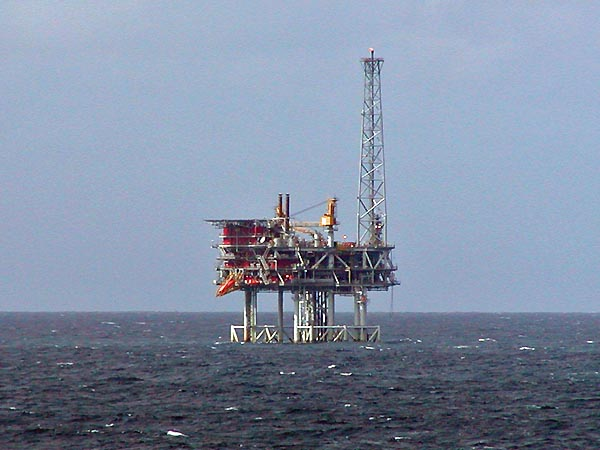
海上石油台

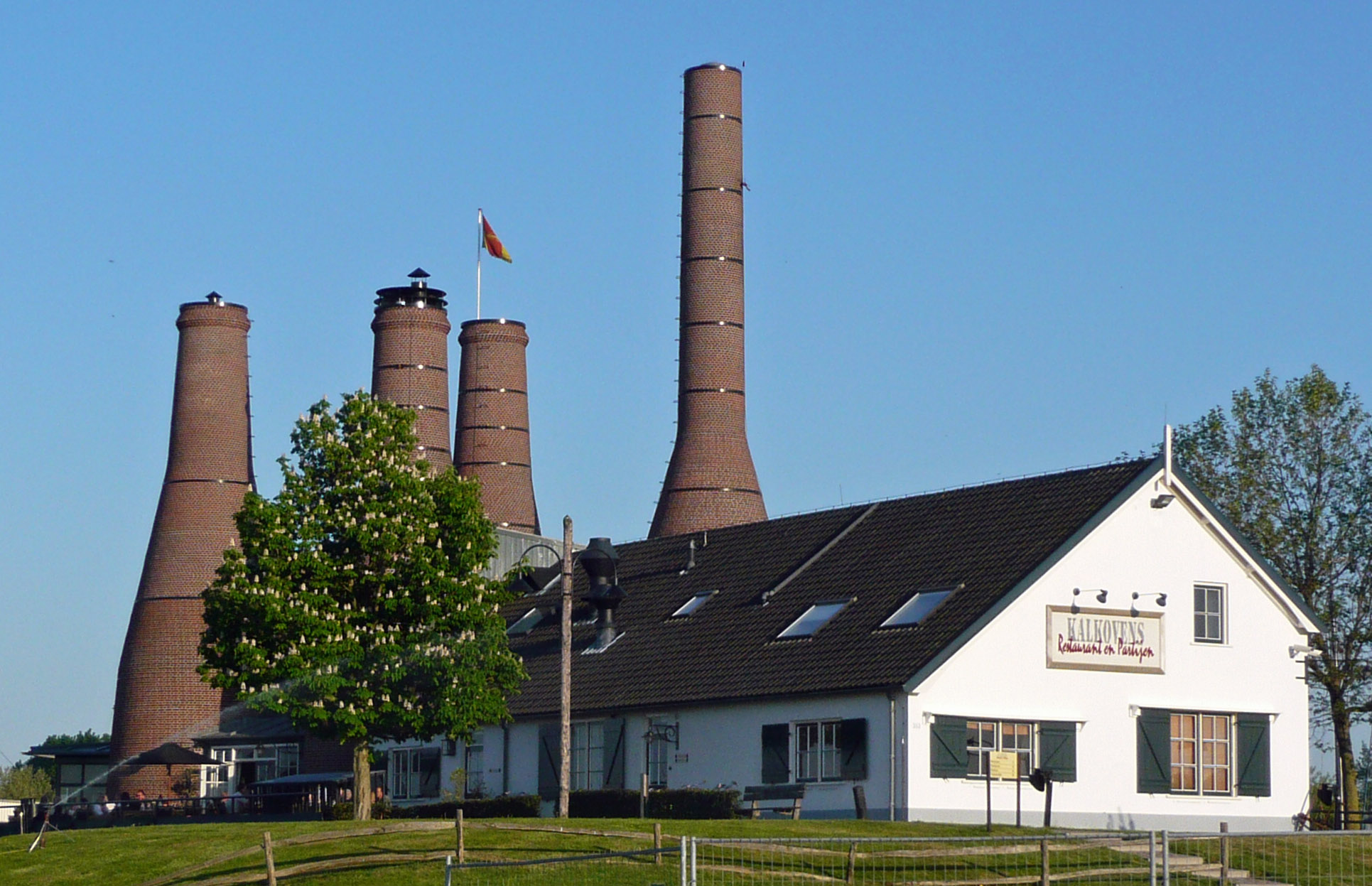
陶瓷工廠

中國城

荷兰工业非常发达，主要工业部门有食品加工、石油化工、冶金、机械制造、电子、钢铁、造船、印刷、钻石加工等。鹿特丹是欧洲最大的炼油中心。荷兰有许多著名的跨国公司，2011年共有12家荷兰企业进入“世界500强”。
如：荷兰皇家壳牌集团（由荷兰皇家石油公司与英国壳牌运输和贸易公司于1907年合并而成，是世界最大工业公司之一，雄踞世界500强企业第二名，其成品石油和石化燃料的生产和销售能力居世界第二位，为世界第二大石油公司）；飞利浦电子公司（成立于1891年，居世界500强企业第277位，在全球电子电器企业中排前十名。其照明设备、彩色显像管、电动剃须刀、X光分析仪及音响设备在同行业居领先地位）；联合利华公司（成立于1930年，在世界500强企业中排第136名，是全球最大的日用品和食品生产企业之一，分鹿特丹和伦敦两个总部，荷兰负责食品生产，英国负责日用化工品生产）；阿克苏·诺贝尔公司（世界著名化工和医药企业，1994年由荷兰阿克苏公司和瑞典诺贝尔公司合并而成，列世界500强企业第479位）。
從1950年代開始，荷蘭發現了以格羅寧根天然氣田為主的巨大天然氣資源。數十年來，天然氣的銷售為荷蘭創造了龎大的收入，為政府的預算增加了數千億歐元。然而另一方面，荷蘭獲得了過度富裕的生活，隨著天然氣出口的增加，當時的本國貨幣荷蘭盾的匯率也隨之上升，伴隨著勞動者薪水上漲，導致生產成本大幅攀升，工業產品的國際競爭力急速下滑，工人失業造成經濟惡化。伴隨著經濟惡化，由於經濟增長時期大幅提高的社會保障體系負擔對政府財政產生了巨大壓力，財政赤字也隨之急速增加。1977年《經濟學人》也將這種由於出口自然資源，導致貨幣匯率上升，因而工業出口減少、國內製造業衰退的現象，稱為『荷兰病』。
當時由首相維姆·科克所領導的政府，呼籲各界能夠共體時艱以應經濟問題，於是下令三年內勞方不得要求加薪，相反的資方做出的承諾是三年內不得裁員，最後荷蘭的經濟也成功再度復甦。

### 农业

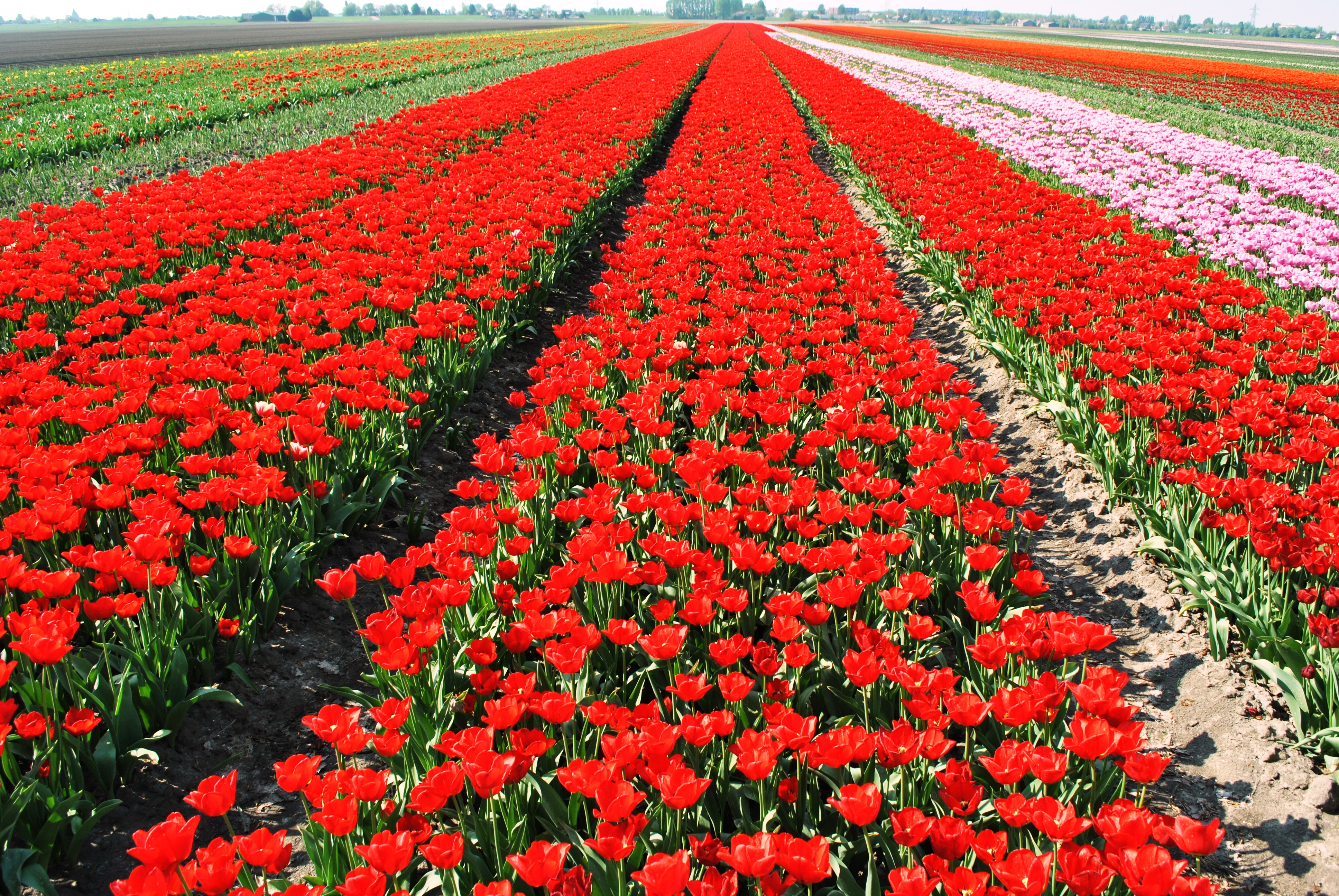
荷兰利瑟的鬱金香種植

荷兰土地面積不大，卻是世界上农业最发达的国家之一，荷蘭的農業部門機械化程度很高，並且非常重視國際出口。荷蘭的農產品出口值在歐盟排名第一，在全球範圍內排名第二，僅次於美國。农业构成中，畜牧业佔50%，园艺业佔38%，种植业佔12%。2005年荷兰曾创造农产品和食品出口额789.3亿美元的记录。荷兰人平均一人拥有十分之一头牛、一头猪，处于畜牧业最发达国家行列。荷兰面积仅约41500平方公里，但全国却有110平方公里用于种植鲜花和果蔬的温室，因而享有“欧洲花园”的美誉。花卉是荷兰的支柱性产业，年出口额达100亿欧元，出口量佔国际市场的60%。荷兰还是世界上奶酪产量最大的国家，世界上成立最早的豪达奶酪交易中心久负盛名，其运营时间已有300多年之久；北部的菲仕蘭省是另一個酪農業發達的地區，著名的黑白雙色荷斯坦牛（Holstein）與弗里斯兰马（Friesian horse）皆源自於此。此外，荷兰也是马铃薯种植最主要的生产国之一。

### 服务业
自上世纪80年代以来，服务业迅速发展，成为荷兰国民经济的支柱。主要产业为运输、银行、保险、股市、旅游及餐饮等。荷兰拥有多家著名银行和金融机构。例如：荷兰银行（由荷兰通用银行和阿姆斯特丹-鹿特丹银行于1991年合并而成，在全球拥有3000多家分支机构，是世界上拥有银行网络最多的银行之一。银行排名居欧洲前十、世界前20名）；荷兰国际集团（即ING，由荷兰中产-邮政集团与荷兰国民人寿保险公司于1991年合并而成。为荷兰第一大金融机构，在2011年世界500强企业中名列第17位）；荷兰农业合作银行（由荷兰数家农村信用社于1973年合并而成，是荷兰第二大银行，居全球银行50强）。

### 旅游业
有“欧洲花园”和“风车之国”之称的荷兰旅游业较为发达。2011年，有1130萬外國遊客造訪了荷蘭。
久负盛名的拦海造陆工程、美丽宜人的郁金香种植区（荷兰有“郁金香王国”之称，郁金香是其国花）、著名的奶酪小城豪达（拥有世界第一家奶酪交易中心）、充满古老气息的大型风车群（荷兰是风车最多的国家）都是旅游观光的好去处。

### 对外贸易
荷兰自古便是贸易强国，在17世纪上半叶有“海上马车夫”之称，首都阿姆斯特丹在当时的地位可与当今的纽约相提并论。时至今日，荷兰在对外贸易方面仍处于世界领先地位，荷兰是仅次于美国和法国的世界第三大农产品出口国。荷兰主要进口工业原料、原油、半成品和机械等。60%的产品供出口，主要为石油制品、电子产品、船舶和农产品等。

## 交通运输
荷兰的水陆空交通均十分便利。境内河道纵横，水路四通八达。流经南部注入北海的莱茵河是世界上航运最繁忙的河流之一。其河口的鹿特丹是世界顶级大港，吞吐量曾连续42年居世界第一。阿姆斯特丹机场为欧洲重要航空港，曾多次被评为世界最佳机场。荷兰人环保意识极强，人均拥有两辆自行车，自行车是重要的交通工具，城市干道建有自行车专用车道。

### 鐵公路
荷蘭擁有世界上最密集的公路網之一，密度超過德國和法國，但略不及比利時。荷蘭的公路總長度達139,000公里，其中3,530公里是高速公路。
荷蘭鐵路是荷蘭主要的鐵路公司，負責營運該國之鐵路。荷蘭鐵路網長達3,013公里，並連接了所有主要城鎮和城市，擁有400多個車站。為歐盟第7繁忙，世界第16繁忙的鐵路系統。

### 自行車

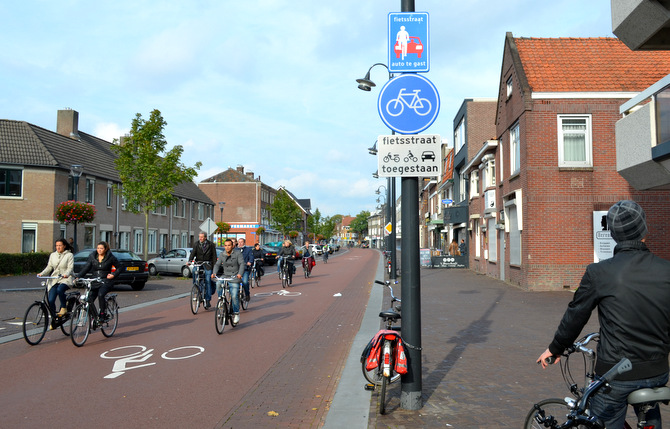
荷蘭的自行車道

在荷蘭，騎自行車是一種普遍的交通方式，境內擁有發達的自行車道，延伸至該國各地以及比利時和德國的邊界。據估計，荷蘭境內至少有1800萬輛自行車，比全國的總人口還多，也是境內汽車數量（900萬輛）的兩倍。36％的荷蘭人將自行車作為日常的交通工具。在2013年，歐洲自行車者聯盟將荷蘭和丹麥列為歐洲對自行車最友好的國家。

### 水運

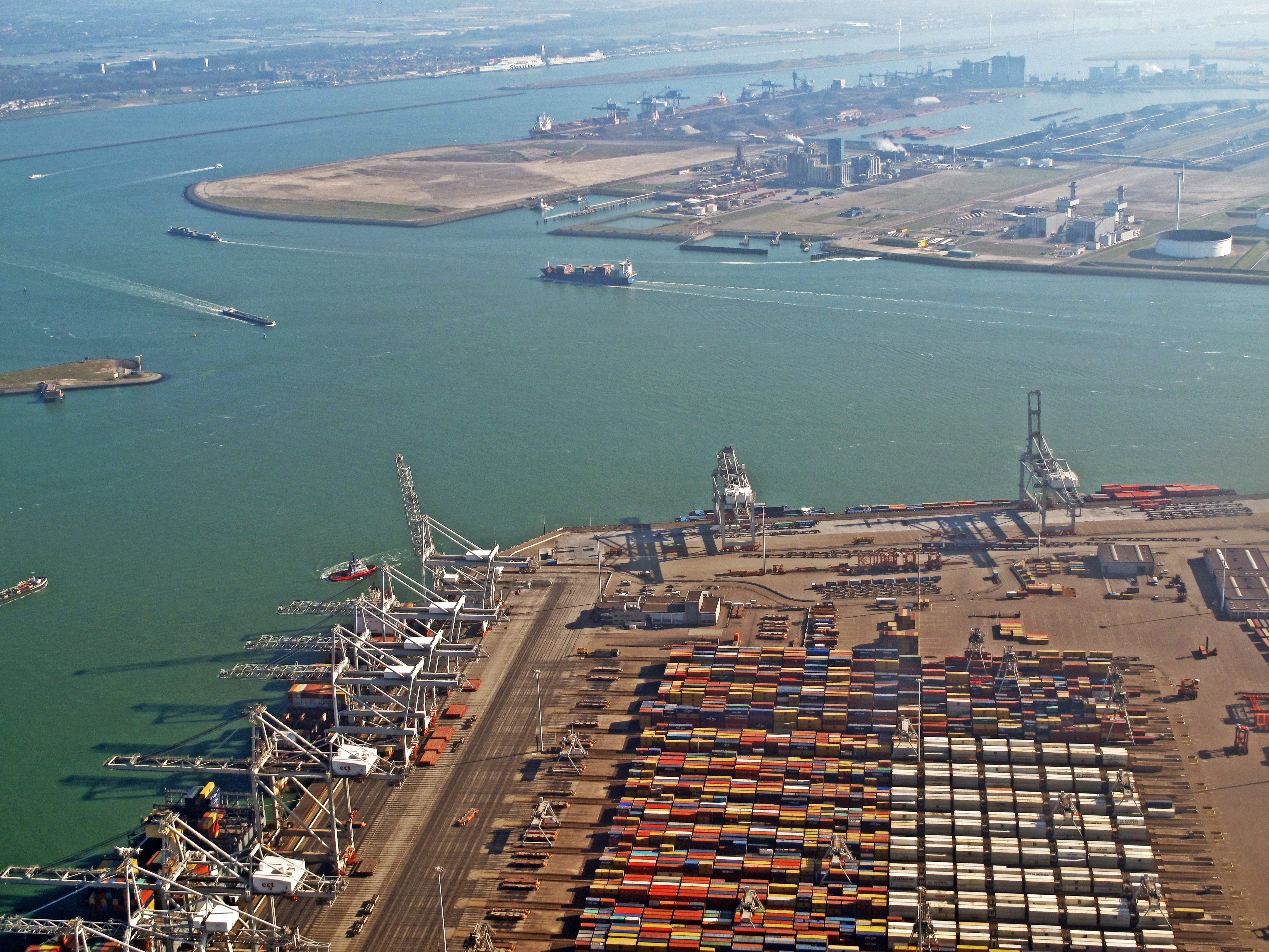
鹿特丹港是歐洲最大的港口

荷兰海运发达，是欧洲最重要的海运中心之一。截至2013年，鹿特丹港是歐洲最大的港口，並為世界第八大集裝箱港口，每年處理4.405億公噸貨物，除此之外还拥有阿姆斯特丹港、泽兰港等港口。荷兰内河航运网络稠密程度居欧洲之最。截至2013年，荷兰内河航运（包括天然河流和人工运河）运输总里程为6,242公里。

### 航空
阿姆斯特丹史基浦機場座落於阿姆斯特丹西南方的市郊，為荷蘭主要的進出門戶，同時也是欧洲重要航空港，2019年是歐洲第三繁忙的機場。史基浦機場是荷蘭皇家航空的樞紐機場，荷蘭皇家航空是其中一間歷史最悠久且從未更名的航空公司，更是第一家營運達到一百年的航空公司。荷蘭本土其餘較小的國際機場包括鹿特丹海牙機場、埃因霍溫機場、格罗宁根机场及马斯特里赫特亚琛机场。荷蘭加勒比區則有博奈爾的火烈鳥國際機場、圣尤斯特歇斯的F.D.罗斯福机场及薩巴的胡安乔·E·伊劳斯金机场。

### 通訊
荷兰拥有较先进的互联网基础设施，阿姆斯特丹互联网交换中心（AMS-IX）在欧洲同类设施中规模最大。
荷蘭皇家電信目前為荷蘭固定網和移動業務的主要電信運營商；国内市场占有率高达50%，同時其移動網路業務覆蓋歐洲其他國家，如德國和比利時等。

## 人口和社会
| 男性    | 年齡  | 女性    |
| ------- | ----- | ------- |
| 243     | 100+  | 1,561   |
| 2,961   | 95-99 | 13,707  |
| 18,812  | 90-94 | 57,379  |
| 66,949  | 85-89 | 145,107 |
| 139,348 | 80-84 | 221,480 |
| 219,108 | 75-79 | 280,213 |
| 302,542 | 70-74 | 334,976 |
| 390,725 | 65-69 | 399,835 |
| 553,446 | 60-64 | 550,206 |
| 546,952 | 55-59 | 543,295 |
| 601,040 | 50-54 | 595,279 |
| 655,302 | 45-49 | 642,990 |
| 653,664 | 40-44 | 642,261 |
| 560,289 | 35-39 | 561,279 |
| 503,323 | 30-34 | 501,441 |
| 504,117 | 25-29 | 497,421 |
| 522,667 | 20-24 | 512,062 |
| 514,830 | 15-19 | 491,914 |
| 510,974 | 10-14 | 487,766 |
| 503,882 | 5-9   | 481,347 |
| 472,308 | 0-4   | 450,798 |

### 人口
荷兰是世界上人口密度最高的国家之一。它的人口密度超过400人／平方公里。
在荷兰居住着多个种族的人群。尽管如此，纯正荷兰血统的居民仍占总人口的大多数。

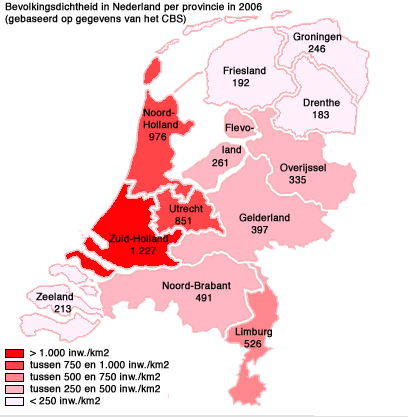
荷兰人口密度示意图（2006）

1. 80.9% 荷兰人
2. 2.4% 印度尼西亚人
3. 2.4% 德国人
4. 2.2% 土耳其人
5. 2.0% 苏里南人
6. 1.9% 摩洛哥人
7. 0.8% 荷属安第列斯人和阿鲁巴人
8. 6.0% 其他种族

### 语言
荷兰语是荷兰的官方语言之一，属於印欧语系日耳曼语族下的西日耳曼语支，是荷蘭、比利時、苏里南、阿鲁巴、库拉索、荷属圣马丁等地的官方語言。在荷兰全境、比利时北部的佛兰德斯地区和法国法兰德斯地区通用。欧洲约有两千四百万人以荷兰语为第一语言。曾經被荷蘭統治了三个半世紀的印度尼西亞也有少量日常的使用。
荷兰语字母表由26或27個拉丁字母组成，除A至Z外，在Y后面有一个 Ĳ 。荷兰语有时用 Ĳ 代替Y。
荷兰语与英语和德语接近，同属西日耳曼语支。荷兰语是由古代低地德语诸方言演变而来，最早的荷兰语文献可追溯到12世纪的佛兰德。当代荷兰语是五种方言群体的集合：中西部方言（包括南、北荷兰省、乌德勒支、海尔德兰的大部和西兰的岛屿等地区使用的方言），东北方言（格罗宁根、德伦特、上艾瑟尔和海尔德兰东部使用的方言），中南部方言（北布拉班特及其周边的林堡地区，比利时的安特卫普、布拉班特和东佛兰德），西南部方言（西佛兰德）和东南部方言（荷兰的林堡地区大部和比利时的同名地区）。东北方言通常被称为萨克森方言，东南方言被称为东部低地法兰克方言，其他的三个群体则被称为西部低地法兰克方言。荷兰的弗里斯兰省的语言通常单独列为一种语言：弗里斯兰语。
南非语，又称“南非荷兰语”“阿非利卡语”“阿非利堪斯语”“布尔语”，是17世紀殖民者所說的荷蘭語的變種，并融合了相當數量的馬來、班圖諸語言的词汇和語法，南非白人的祖先名為布爾人，其名稱的由來是來自荷蘭語中boer（农夫）這個單詞。南非语是南非共和国的官方语言之一。
英語是荷兰普遍使用的外语之一，官方宣稱有95%－98%的人口能使用英語。此外，英语是荷属圣马丁、圣犹斯特歇斯和萨巴的官方语言。
帕皮阿门托语是荷属加勒比的通用语之一，也是阿鲁巴、博奈尔、库拉索的官方语言。该语言是一种基于葡萄牙语的克里奥尔语，并同时受到西班牙语和荷兰语的深刻影响。该语言现有两种不同标准的正写法。一种通行于阿鲁巴，另一种通行于博奈尔和库拉索。

### 宗教
荷蘭保障宗教自由。現在相對於其他歐洲國家，荷蘭是目前歐洲最世俗化的國家之一，56%的人無宗教信仰，或不參加宗教活動。荷蘭的主要宗教包括天主教（17%）和新教（14%）。天主教主要在南部地區，而新教，主要是荷蘭歸正宗教會，屬於喀爾文教派，歷史上曾經人人虔信，現在卻已式微。另外由于穆斯林移民大增，達到全国人口的5%，使伊斯蘭教成為荷蘭第三大宗教。此外，荷蘭还有许多佛教、猶太教和印度教的信徒。

### 宽容的社会风气
荷兰以社会风气宽容开放著称。通常，荷兰的形象会与贸易、郁金香、风车、木鞋、奶酪和白蓝彩釉陶器等等相联系。在2001年4月1日，荷兰成为全球第一个同性婚姻合法化的国家
。在2002年4月1日，荷兰又成为全球第一个安乐死合法化的国家。同时荷兰在对待大麻等非致命毒品、性交易和堕胎的法律是在世界范围内最为自由化的。

### 城市化进程
荷蘭的四個最大城市是阿姆斯特丹、鹿特丹、海牙和烏得勒支，阿姆斯特丹是該國人口最多的城市和名義首都，而海牙則是國會、內閣和最高法院的所在地；鹿特丹擁有歐洲最大的海港，烏得勒支則因位置居於國土正中央，是荷蘭鐵路網路的中心。這四大城市所處的蘭斯台德都市圈擁有750萬居民，幾乎佔荷蘭人口的一半，是歐洲第6大都市圈。除此之外荷蘭還有为数众多的中等规模城镇，這些都是該國高度城市化的明证。

| 荷兰最大城市排名 荷蘭中央統計局（2020年） | 荷兰最大城市排名 荷蘭中央統計局（2020年） | 荷兰最大城市排名 荷蘭中央統計局（2020年） | 荷兰最大城市排名 荷蘭中央統計局（2020年） | 荷兰最大城市排名 荷蘭中央統計局（2020年） | 荷兰最大城市排名 荷蘭中央統計局（2020年） | 荷兰最大城市排名 荷蘭中央統計局（2020年） | 荷兰最大城市排名 荷蘭中央統計局（2020年） | 荷兰最大城市排名 荷蘭中央統計局（2020年） | 荷兰最大城市排名 荷蘭中央統計局（2020年） |
|                                           | 排名                                      | 名称                                      | 省份                                      | 人口                                      | 排名                                      | 名称                                      | 省份                                      | 人口                                      |                                           |
| ----------------------------------------- | ----------------------------------------- | ----------------------------------------- | ----------------------------------------- | ----------------------------------------- | ----------------------------------------- | ----------------------------------------- | ----------------------------------------- | ----------------------------------------- | ----------------------------------------- |
| 阿姆斯特丹 鹿特丹                         | 1                                         | 阿姆斯特丹                                | 北荷蘭省                                  | 872,680                                   | 11                                        | 阿珀爾多倫                                | 海尔德兰省                                | 163,706                                   | 海牙 乌得勒支                             |
| 阿姆斯特丹 鹿特丹                         | 2                                         | 鹿特丹                                    | 南荷兰省                                  | 650,711                                   | 12                                        | 哈勒姆                                    | 北荷蘭省                                  | 162,864                                   | 海牙 乌得勒支                             |
| 阿姆斯特丹 鹿特丹                         | 3                                         | 海牙                                      | 南荷兰省                                  | 544,766                                   | 13                                        | 阿納姆                                    | 海尔德兰省                                | 161,260                                   | 海牙 乌得勒支                             |
| 阿姆斯特丹 鹿特丹                         | 4                                         | 乌得勒支                                  | 烏特勒支省                                | 357,179                                   | 14                                        | 恩斯赫德                                  | 上艾瑟尔省                                | 159,934                                   | 海牙 乌得勒支                             |
| 阿姆斯特丹 鹿特丹                         | 5                                         | 恩荷芬                                    | 北布拉邦省                                | 234,235                                   | 15                                        | 阿默斯福特                                | 乌得勒支省                                | 157,286                                   | 海牙 乌得勒支                             |
| 阿姆斯特丹 鹿特丹                         | 6                                         | 格罗宁根                                  | 格罗宁根省                                | 232,826                                   | 16                                        | 赞斯塔德                                  | 北荷兰省                                  | 156,703                                   | 海牙 乌得勒支                             |
| 阿姆斯特丹 鹿特丹                         | 7                                         | 蒂尔堡                                    | 北布拉邦省                                | 219,632                                   | 17                                        | 哈莱默梅尔                                | 北荷兰省                                  | 155,770                                   | 海牙 乌得勒支                             |
| 阿姆斯特丹 鹿特丹                         | 8                                         | 阿尔梅勒                                  | 弗莱福兰省                                | 211,514                                   | 18                                        | 斯海尔托亨博斯                            | 北布拉邦省                                | 154,989                                   | 海牙 乌得勒支                             |
| 阿姆斯特丹 鹿特丹                         | 9                                         | 布雷达                                    | 北布拉邦省                                | 184,403                                   | 19                                        | 兹沃勒                                    | 上艾瑟尔省                                | 128,617                                   | 海牙 乌得勒支                             |
| 阿姆斯特丹 鹿特丹                         | 10                                        | 奈梅亨                                    | 海尔德兰省                                | 177,818                                   | 20                                        | 莱顿                                      | 南荷兰省                                  | 125,434                                   | 海牙 乌得勒支                             |

### 醫療
據2017年歐洲健康消費者組織發布的最新報告，荷蘭的醫療系統被評為歐洲最完善的醫療體系，為荷蘭连续第七年被评为欧洲第一。2016年，荷蘭人口的平均預期壽命為81.7歲；其中男性預期壽命為80.0歲，比歐盟的平均壽命（78.2歲）高出近兩年。女性預期壽命為83.2歲，接近歐盟平均水平。
荷蘭是個醫療分級做得較為明確的國家，基礎醫療機構為GP（General Practitioner，即所謂家庭醫生/私人醫生），所有的荷蘭民眾都必須要註冊一個家庭醫師，有任何的疑難雜症都必須要先去家庭醫師報到，再由家庭醫師判斷是否要轉診到專門的大醫院。荷蘭有超過160間基礎醫療護理中心提供一週7天，每天24小時的服務。另一方面，荷蘭的醫療費用也相對昂貴，不過荷蘭政府也強制規定所有荷蘭居民都必須有醫療保險，但人民可以自己選擇各家不同的保險公司投保，而不同的保險公司也會有不同的方案。基本的医疗保险包括人们日常生活所需的大多数医疗服务，如普通和专科医生门诊、医学化验检查、医疗器械费用、住院医疗、处方药品、怀孕生产、以及18周岁以下未成年人的全面牙科医疗等。同時荷兰政府为低收入者提供医疗津贴，帮助交纳基本医疗保险的保险费。

## 文化

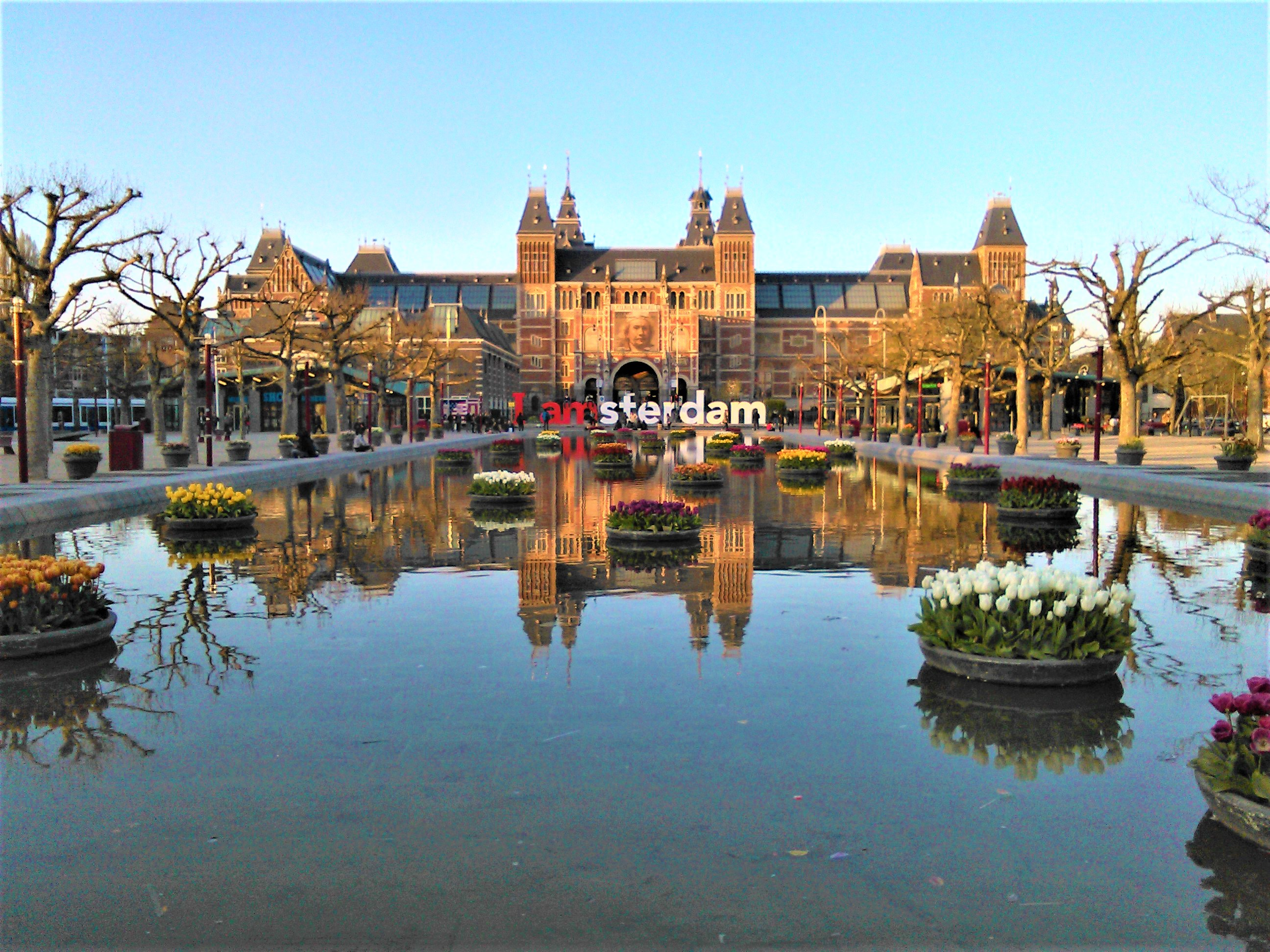
阿姆斯特丹国家博物馆是荷蘭的國家博物館及規模最大的博物館

### 建筑
荷兰建筑的第一个辉煌时期大约起始于17世纪的荷兰黄金时代，由于经济蓬勃的城市大为扩大，新会堂和仓库的修建。商人从中大发横财，增建新建筑以及在其周围各城市挖河渠（国防、运输用途），房子的装饰门面的翻修以适合新的市容。在乡村，新的乡村住房不断出现。涌现了一大批知名的建筑师如：雅各布·范·坎彭（1595年-1657年）、Lieven de Key（c. 1560年-1627年）和Hendrik de Keyser (1565年-1621年)。
20世纪，荷兰建筑师更是带动了世界现代建筑的发展。

### 艺术

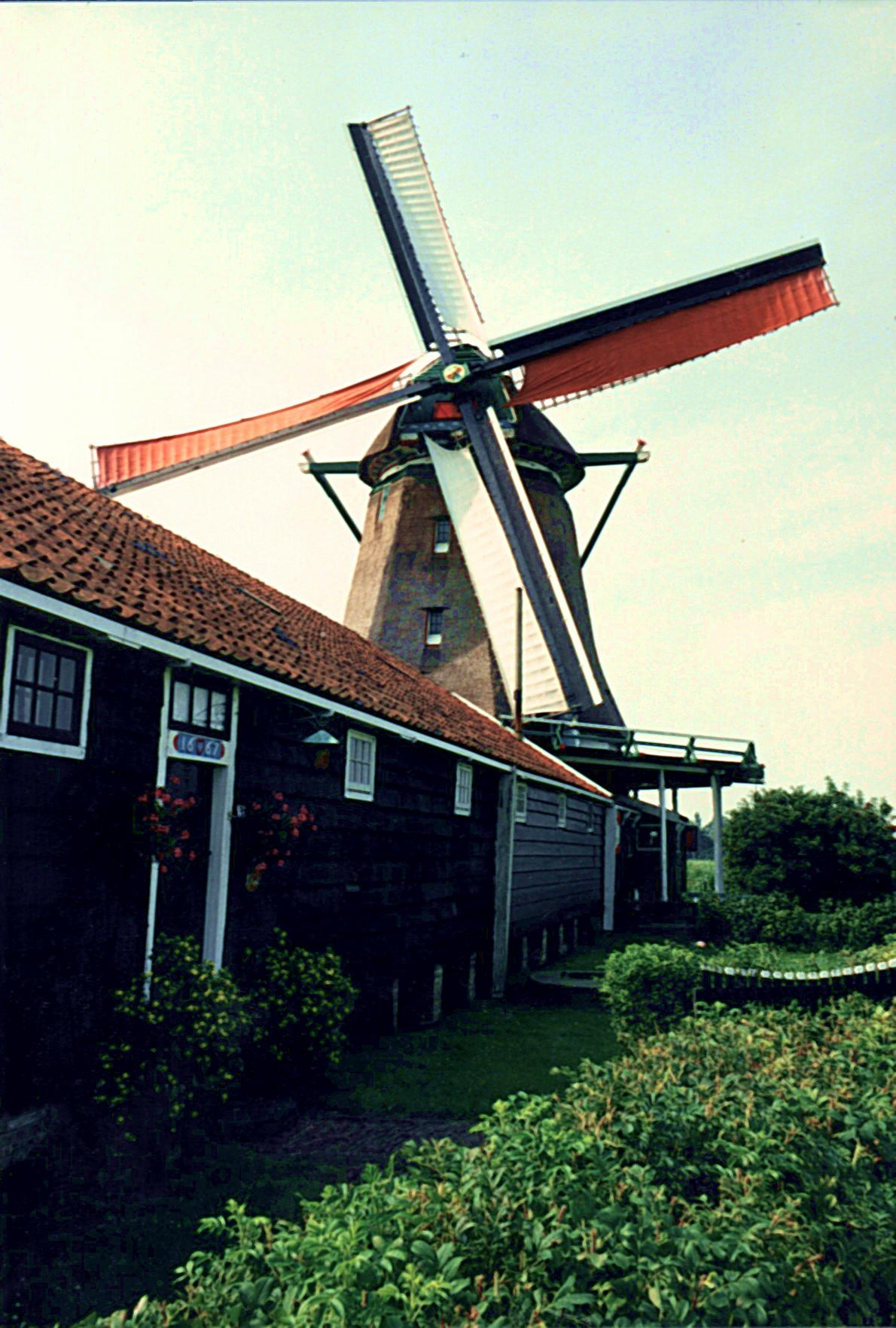
荷兰风车

荷兰誕生过很多著名的画家。北方文艺复兴时期就有早期尼德兰画派出现。17世纪时，正值鼎盛的荷兰共和国又出现了荷兰黄金时代绘画，荷兰出现了伦勃朗、扬·弗美尔、扬·斯特恩和其他一些画家；據估計在1640年之後的20年內荷蘭畫家繪製了大約130萬幅作品。19世纪和20世纪的画家包括梵谷和皮特·蒙德里安。而莫里茨·科内利斯·埃舍尔亦是一位知名的图形艺术家。
- 林布蘭的名作《夜巡》，1642年
- 楊·維梅爾《戴珍珠耳環的少女》（約1665年）
- 梵谷自画像，1887年

### 哲学和文学
荷兰的哲学家包括伊拉斯谟和斯宾诺莎。法国哲学家笛卡儿的主要著作也完成于此。
在“黄金年代”，荷兰的文学也曾十分繁荣，产生了约斯特·范·登·冯德尔和彼得·孔奈路思·霍夫特（Pieter Corneliszoon Hooft）两位著名作家。二十世纪的主要作家包括哈里·穆里施、楊·沃爾克斯（Jan Wolkers）、西蒙·費斯特代克（Simon Vestdijk）、塞斯·諾特博姆（Cees Nooteboom）、赫拉德·雷夫（Gerard Reve）和威廉·弗雷德里克·赫爾曼斯（Willem Frederik Hermans）。《安妮日记》也是作于荷兰。

### 體育
與其他歐洲國家一樣，足球是荷蘭的第一運動，荷蘭國家足球隊是歐洲的一線強隊，有“橙衣兵團”以及“無冕之王”的稱號，曾經三次获得世界杯亚军，並於1988年荷蘭三劍客時期奪得歐洲國家盃的冠軍。荷蘭同時亦誕生出、等眾多著名足球員。荷蘭甲組足球聯賽是荷蘭最高級別足球聯賽，較知名的球隊包括阿積士、PSV燕豪芬及飛燕諾。
荷蘭國家女子足球隊為歐洲進步最快的女子國家足球隊之一，先於2017年歐洲女子足球錦標賽赢得首个重大国际比赛冠军，後於2019年國際足協女子世界盃獲得亞軍。
棒球在荷蘭本土雖不普及，但在其海外屬地庫拉索及阿魯巴非常盛行，荷蘭棒球代表隊亦常在各大國際賽事中奪下佳績，曾於2013年、2017年連兩屆於世界棒球經典賽進入四強，是歐洲最具代表性的棒球勁旅。
荷蘭擁有一些獨特的傳統體育競賽，如十一個城市巡迴賽是菲仕蘭省的一項傳統長途巡迴溜冰比賽，這項競賽需沿著結冰的河面，河流和湖泊穿越該省所有11個歷史名城，因此得名。
荷蘭迄今為止已經在夏季奧運會獲得230塊金牌，在冬季奧運會獲得76塊獎牌。

### 飲食
荷蘭傳統飲食文化比較簡單。早餐和午餐通常是麵包和配菜。晚餐則主要是肉和馬鈴薯。荷蘭人的碳水化合物和脂肪攝取量較高，顯示出體力勞動者的飲食需要，並且荷蘭人的奶製品消費量也很高。傳統荷蘭食物因地區各有不同。東部、北部受德國影響較濃，較多食用香腸；西部屬平原，畜牧業發達，盛產不同種類奶酪；南部則毗鄰比利時，飲食較類似於法國菜。20世紀後，荷蘭的飲食文化變得更加國際化。在荷蘭的大城市可以品嚐到來自世界各地的食物。

### 世界遺產
截至2020年，荷蘭王國共有十項遺產入選為世界遺產，包括九項文化遺產和一項自然遺產。其中九項位於荷蘭本土，一項位於加勒比地区的荷蘭王國的構成國庫拉索。

## 教育
荷蘭教育是分級、分年齡的，並依據學生的需求進行個人化調整。在荷蘭，學校被分為一般公立學校、宗教學校、中立學校等，私立學校較少。法律上，荷蘭的義務教育從五歲開始；但是大多數的學校會接受四歲的小童。義務教育在十六歲時結束；在十六歲之後，是部分義務教育，學生每周最少須上兩天的學。在學生達到十八歲年紀時，他們會拿到VWO、HAVO或MBO證書，義務教育始結束。
在2008年经济合作与发展组织所舉辦的国际学生能力评估计划中，荷蘭在全世界排名第九，遠高於世界平均。

### 著名大學

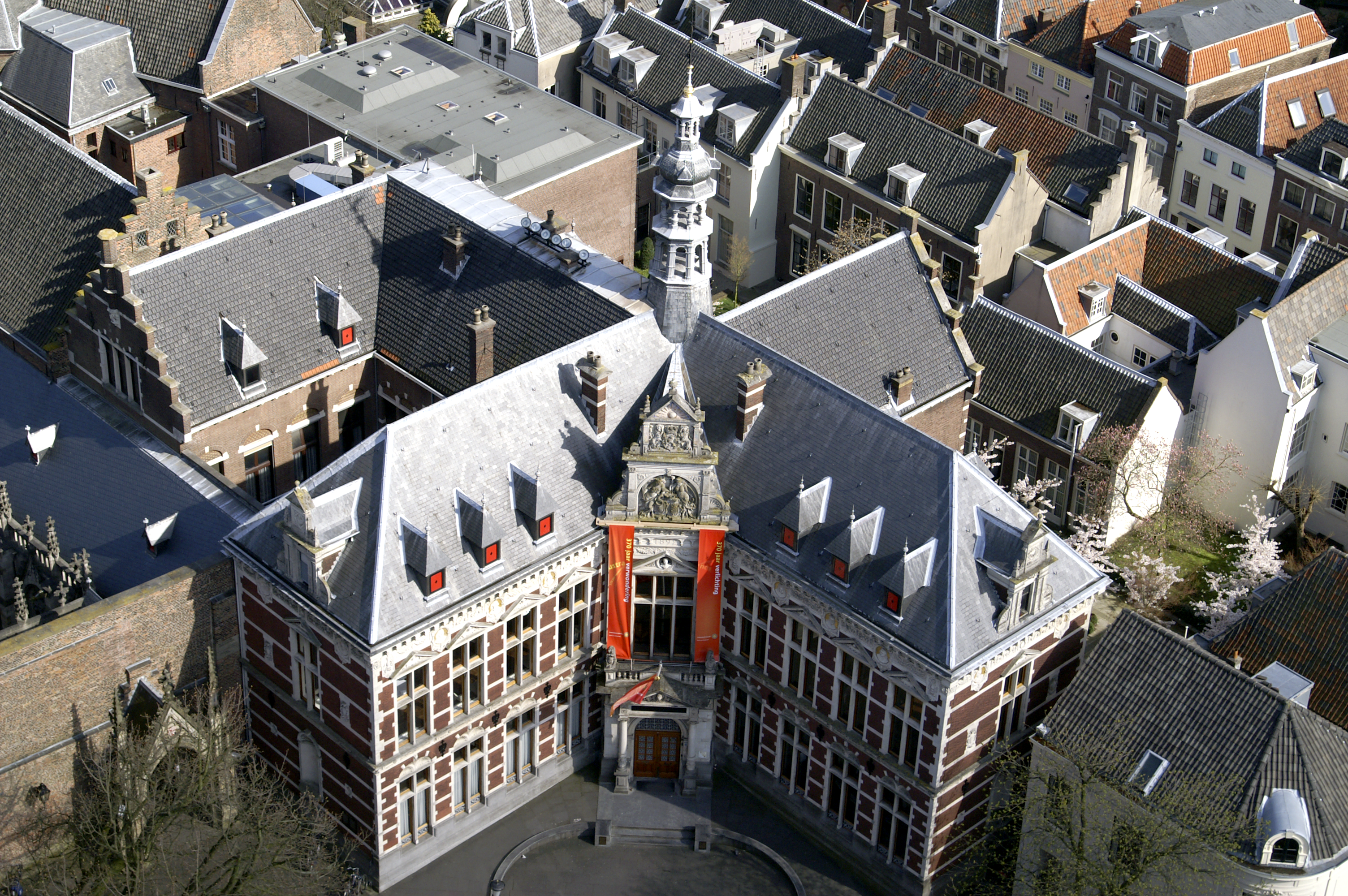
乌特勒支大学本部

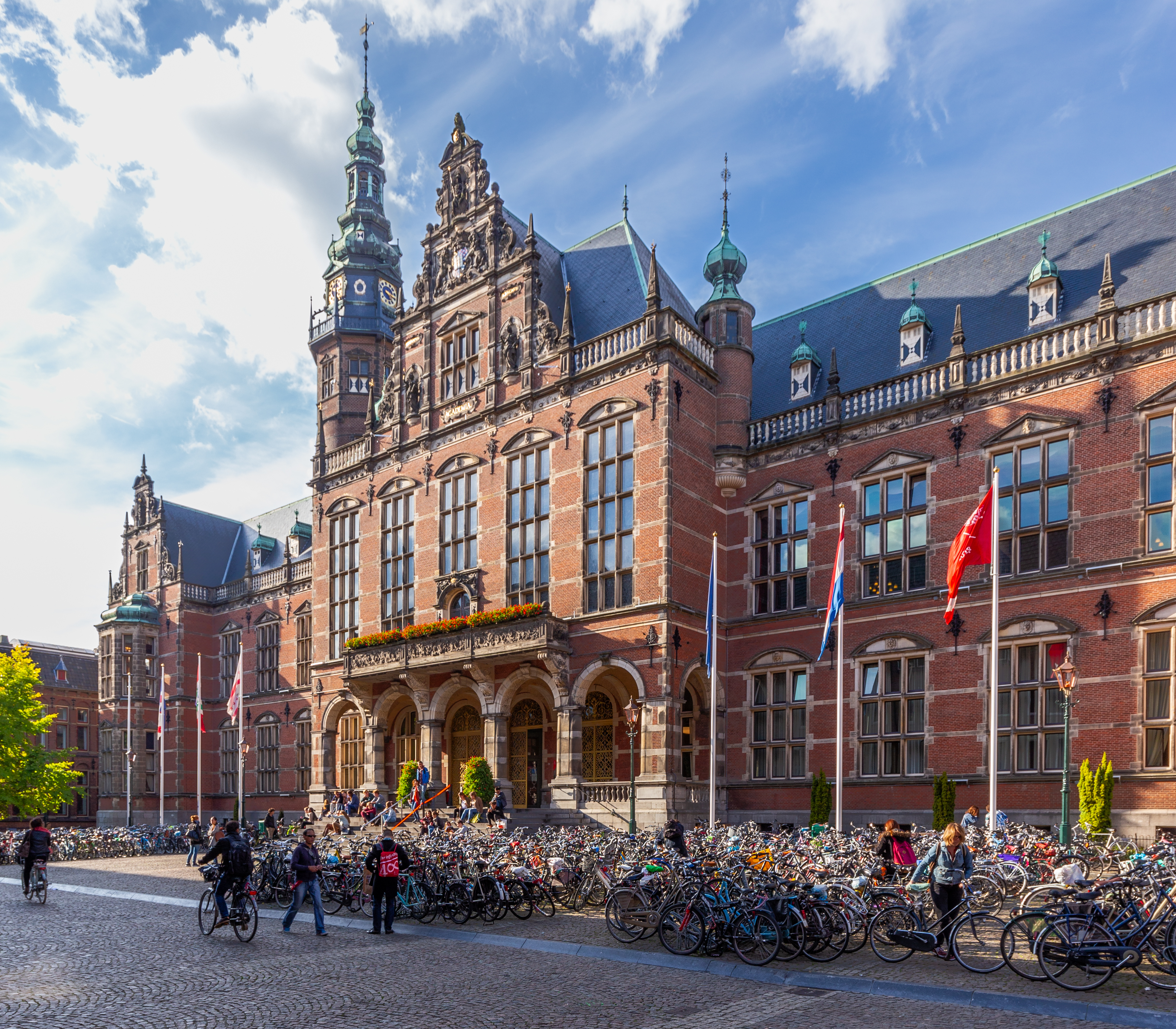
格罗宁根大学

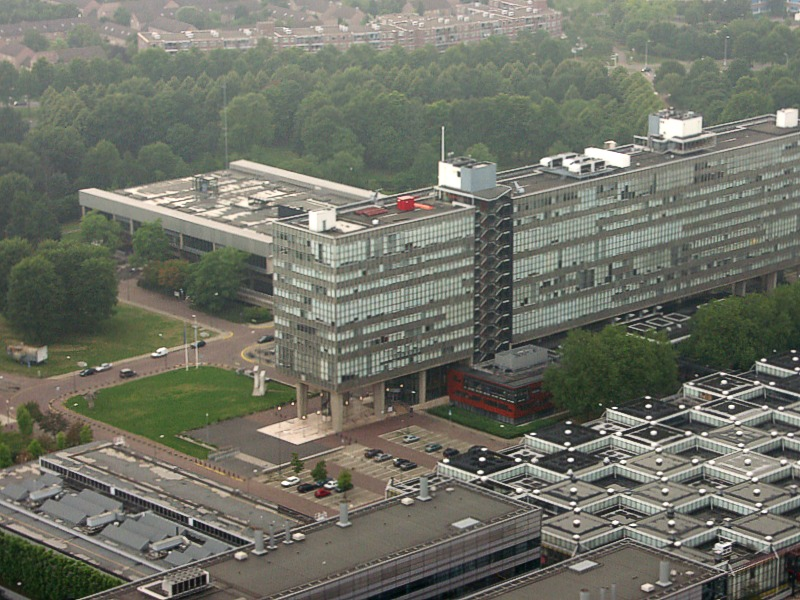
埃因霍温理工大学

荷兰在国际上享有很高学术荣誉，下為世界大学学术排名中排名較高的大學。
| 大学               | 2020年世界排名 |
| ------------------ | -------------- |
| 乌得勒支大学       | 52             |
| 格罗宁根大学       | 69             |
| 鹿特丹伊拉斯谟大学 | 80             |
| 莱顿大学           | 80             |
| 奈梅亨拉德伯德大学 | 101-150        |
| 阿姆斯特丹大学     | 101-150        |
| 阿姆斯特丹自由大学 | 101-150        |
| 代尔夫特理工大学   | 151-200        |
| 瓦赫宁恩大学       | 151-200        |
| 马斯特里赫特大学   | 201-300        |
| 埃因霍温理工大学   | 401-500        |
| 屯特大学           | 401-500        |
| 蒂尔堡大学         | 601-700        |

## 國定節日
| 日期               | 中文名称       | 当地名称        | 注解                                                                                   |
| ------------------ | -------------- | --------------- | -------------------------------------------------------------------------------------- |
| 1月1日             | 新年           | Nieuwjaarsdag   |                                                                                        |
| 3月/4月            | 复活节         | Pasen           | 复活节放假两天                                                                         |
| 4月27日            | 國王日         | Koningsdag      | 是國王的生日。如果4月27日正好是星期日，那么國王日的庆祝活动将提前到星期六，即4月26日。 |
| 5月4日             | 死难纪念日     | Dodenherdenking | 纪念第二次世界大战死难者                                                               |
| 5月5日             | 解放日         | Bevrijdingsdag  | 庆祝第二次世界大战中从德国占领中被解放                                                 |
| 复活节后第40天     | 耶稣升天日     | Hemelvaartsdag  |                                                                                        |
| 复活节后第7周      | 圣灵降临日     | Pinksteren      | 放假两天                                                                               |
| 12月5日            | 圣尼古拉斯前夜 | Sinterklaas     | 圣尼古拉斯（Sinterklaas）给孩子带来礼物。                                              |
| 12月25日、12月26日 | 圣诞节         | Kerstmis        | 放假两天                                                                               |

### 網站
- 《2011年人类发展报告》概览 （页面存档备份，存于） 联合国网站新闻中心

### 書目
地理與環境
- Burke, Gerald L. The making of Dutch towns: A study in urban development from the 10th–17th centuries (1960)
- Lambert, Audrey M. The Making of the Dutch Landscape: An Historical Geography of the Netherlands (1985); focus on the history of land reclamation
- Meijer, Henk. Compact geography of the Netherlands (1985)
- Riley, R. C., and G. J. Ashworth. Benelux: An Economic Geography of Belgium, the Netherlands, and Luxembourg (1975) online （页面存档备份，存于）

歷史
- Paul Arblaster. A History of the Low Countries. Palgrave Essential Histories Series New York: Palgrave Macmillan, 2006. 298 pp. ISBN 1-4039-4828-3.
- J. C. H. Blom and E. Lamberts, eds. History of the Low Countries (1998)
- Jonathan Israel. The Dutch Republic: Its Rise, Greatness, and Fall 1477–1806 (1995)
- J. A. Kossmann-Putto and E. H. Kossmann. The Low Countries: History of the Northern and Southern Netherlands (1987)
- Amry Vandenbosch, Dutch Foreign Policy since 1815 (1959).

經濟
- Holland Compared 2nd edition 2017 – 95 page booklet by Holland's commercial website, with facts and figures about the Netherlands, comparing the country's economic indicators with those of other countries.

## 延伸閱讀
[在维基数据编辑]
 《欽定古今圖書集成·方輿彙編·邊裔典·和蘭部》，出自陈梦雷《古今圖書集成》
 《明史卷三百二十五》，出自《明史》
 《清史稿/卷159》，出自趙爾巽《清史稿》

## 外部連結
維基媒體的Netherlands地圖集 
- Holland.com （页面存档备份，存于） - 荷兰旅游局 English website of the Netherlands tourist office
- Holland.com/cn （页面存档备份，存于） - 荷兰旅游局 Chinese website of the Netherlands tourist office
- 荷兰风景图片 （页面存档备份，存于）
- Overheid.nl - official Dutch government portal
- Government.nl （页面存档备份，存于） - official Dutch government web site
- . Statoids.
- CIA - The World Factbook -- Netherlands （页面存档备份，存于）
- CBS - Key figures from the Dutch bureau of statistics
- NBTC （页面存档备份，存于） - 荷兰旅游局 Dutch Bureau of Tourism
- Insquish.com - English info site on the Netherlands for travellers and expats
- Dutch Cheese - Understand Dutch Cheese - a quick guide